# Art nouveau à Tunis
Cet article recense les édifices de style Art nouveau à Tunis, en Tunisie.

## Réalisations

### Siège de la municipalité (avenue de Carthage)
Ce bâtiment est construit en 1900 par l'architecte Jean-Émile Resplandy. Resté inachevé, il figure parmi l'un des premiers bâtiments officiels de style Art nouveau du protectorat français. Organisé autour d'une cour, son entrée est précédée d'un porche en avant garde. La présence de l'Art nouveau s'exprime dans l'encadrement des baies et des balcons et l'ondulation des corniches surmontant les portes latérales. 

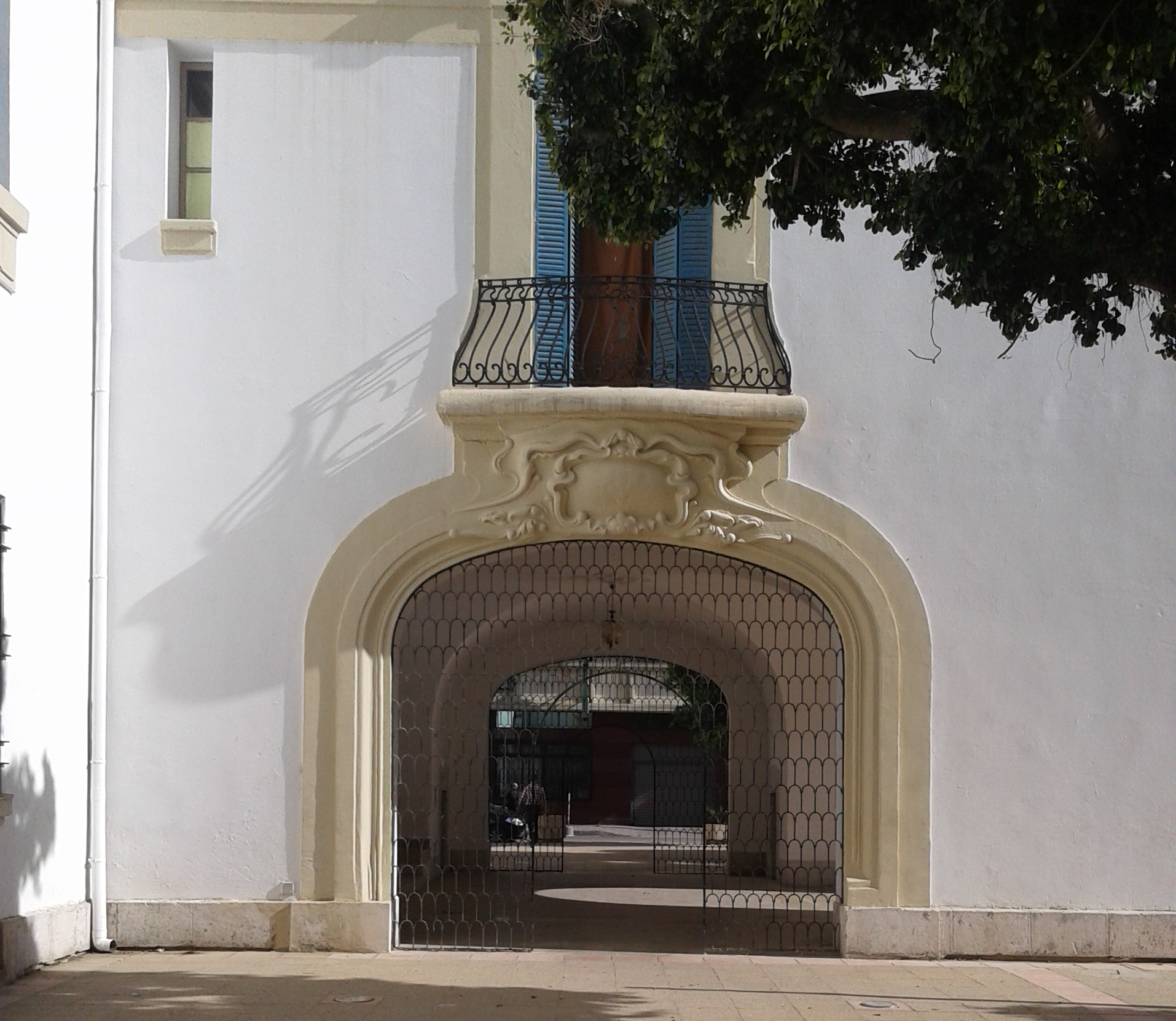
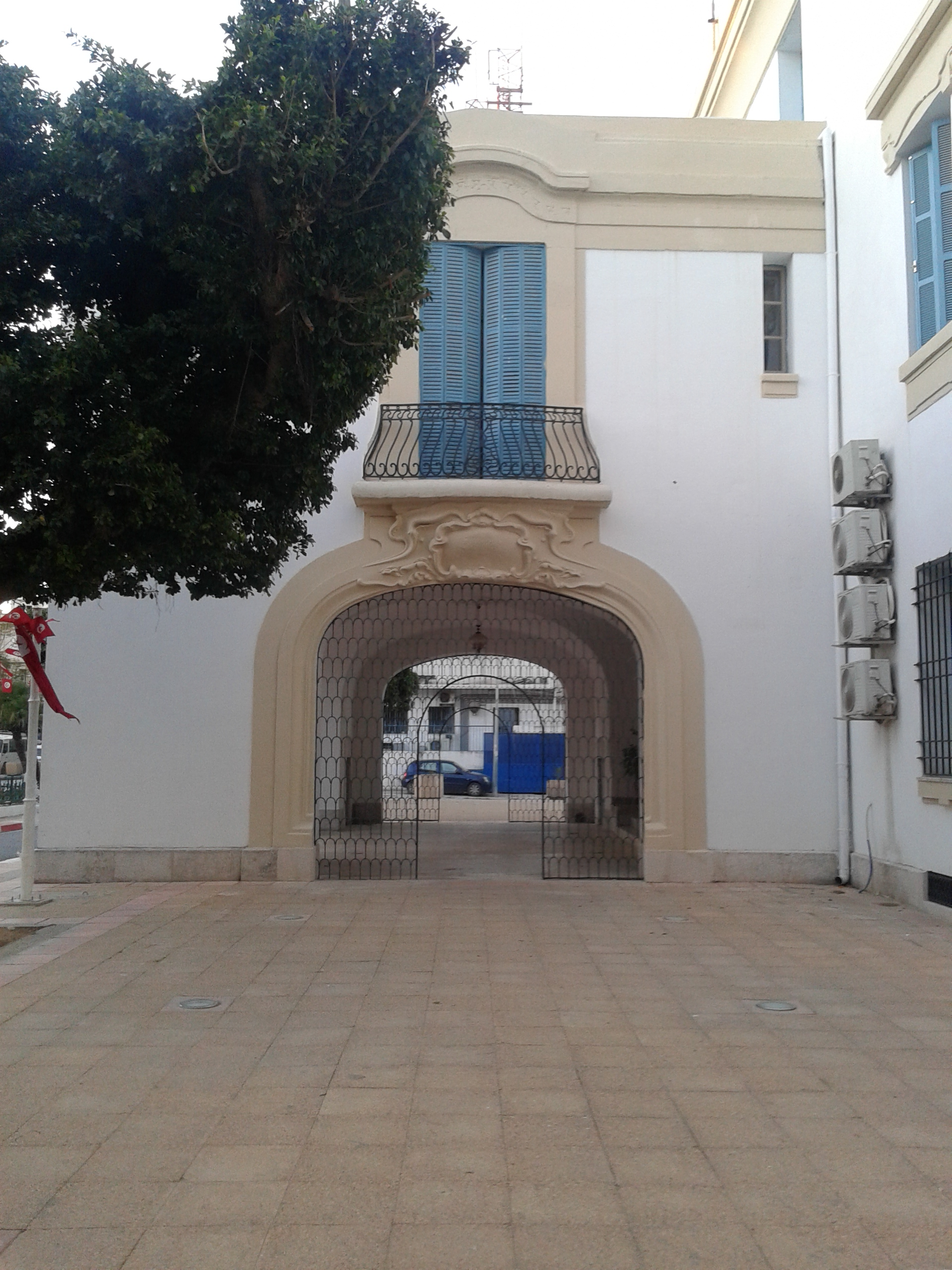
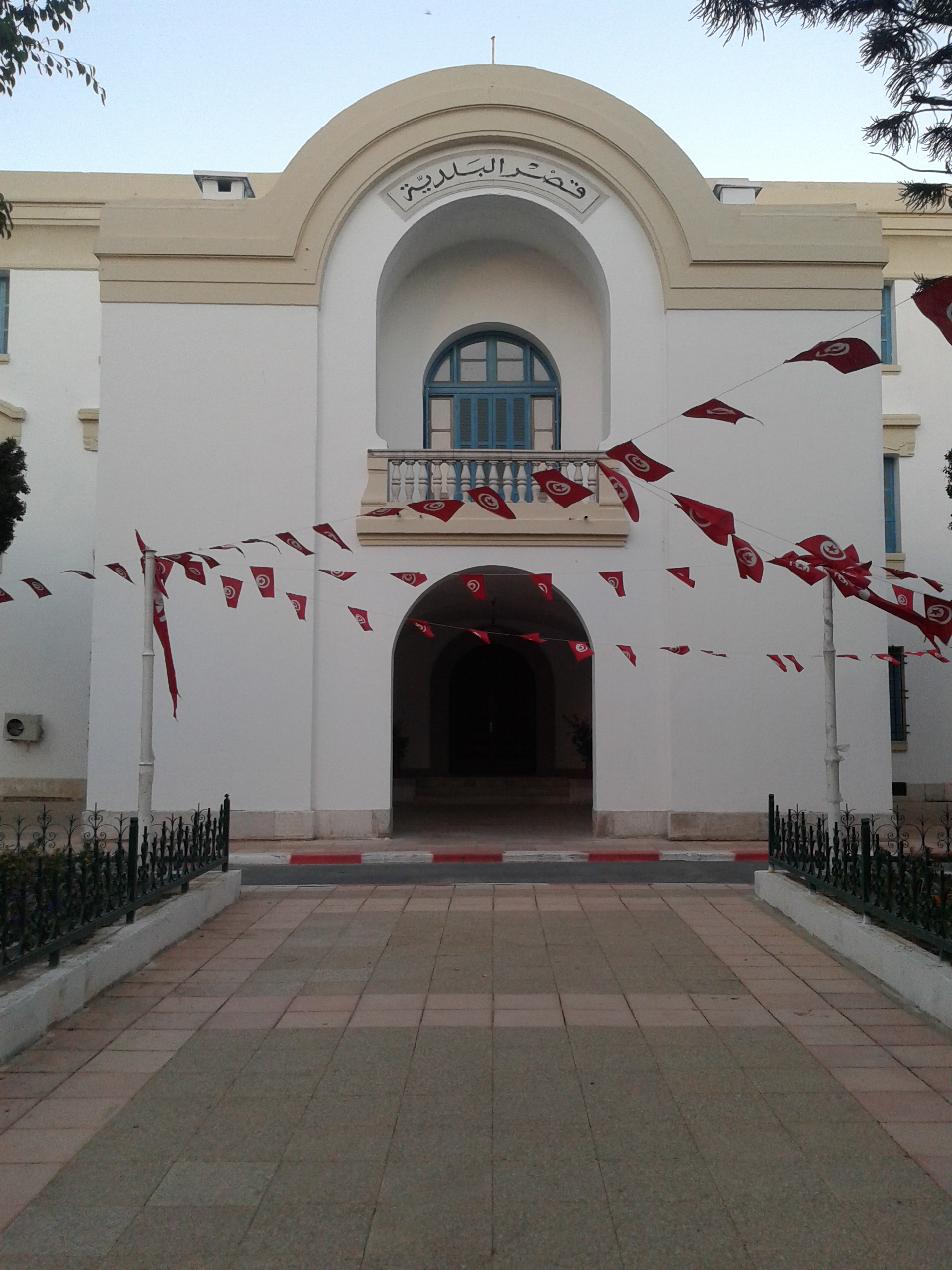
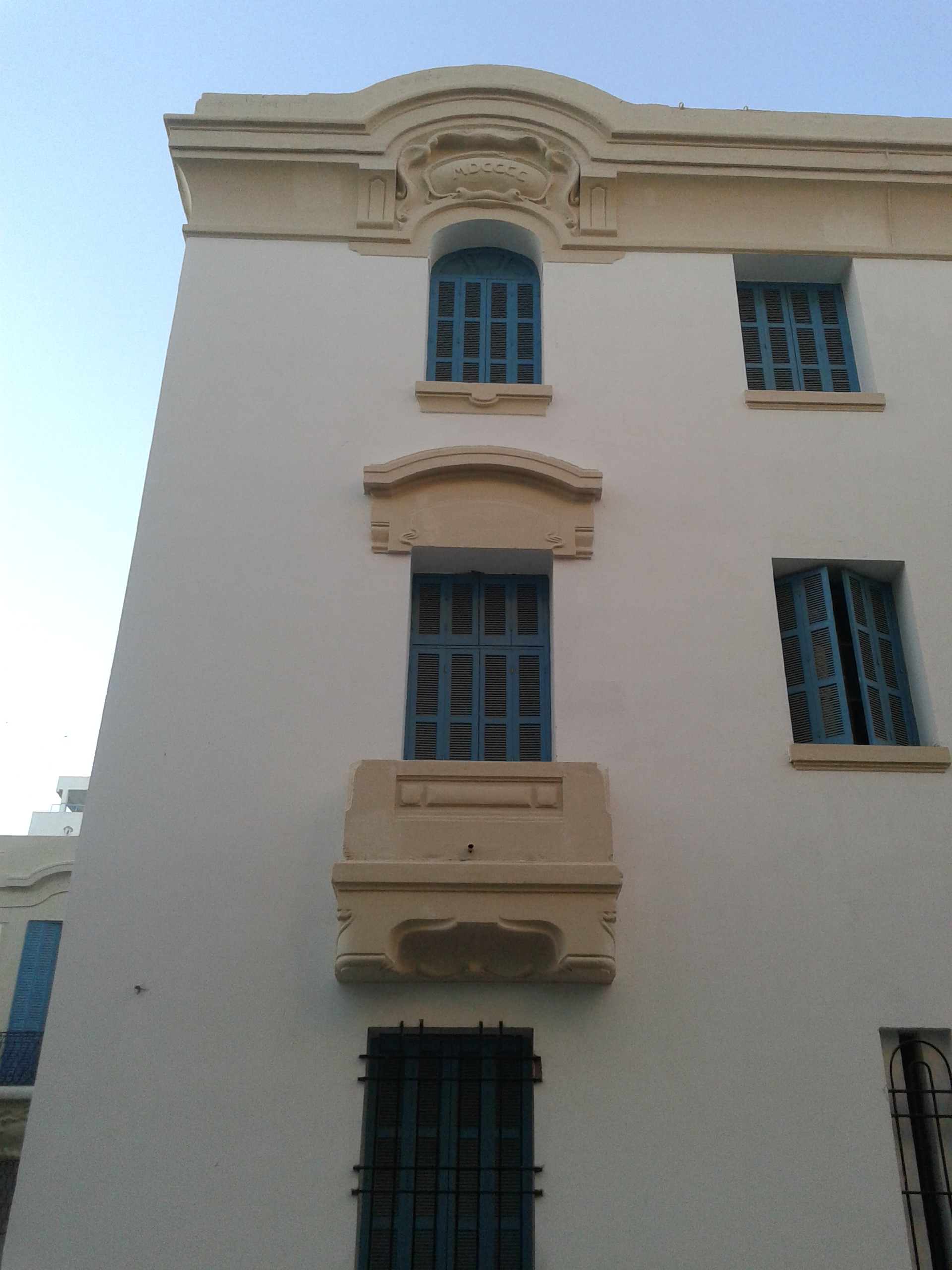

#### Théâtre municipal

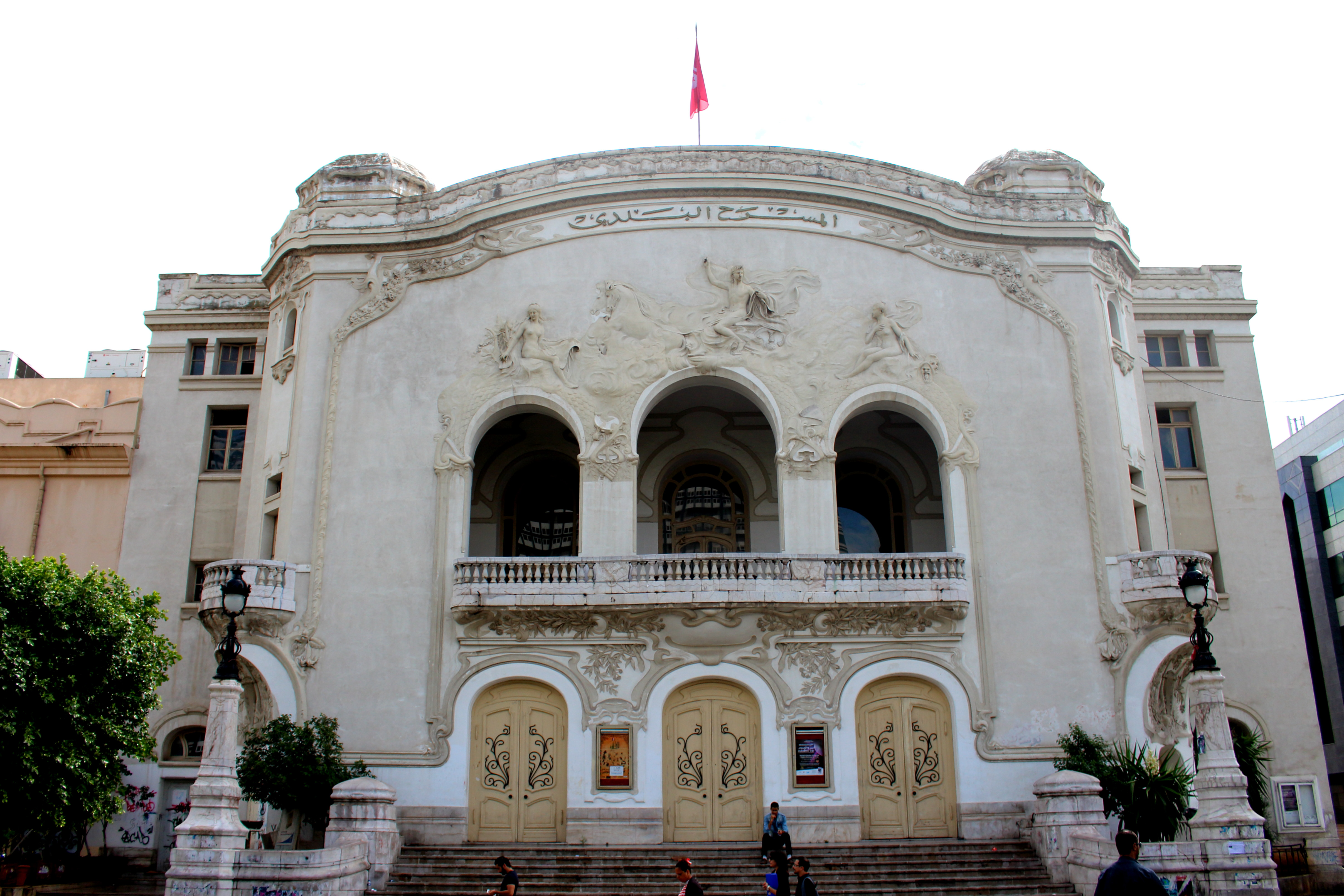
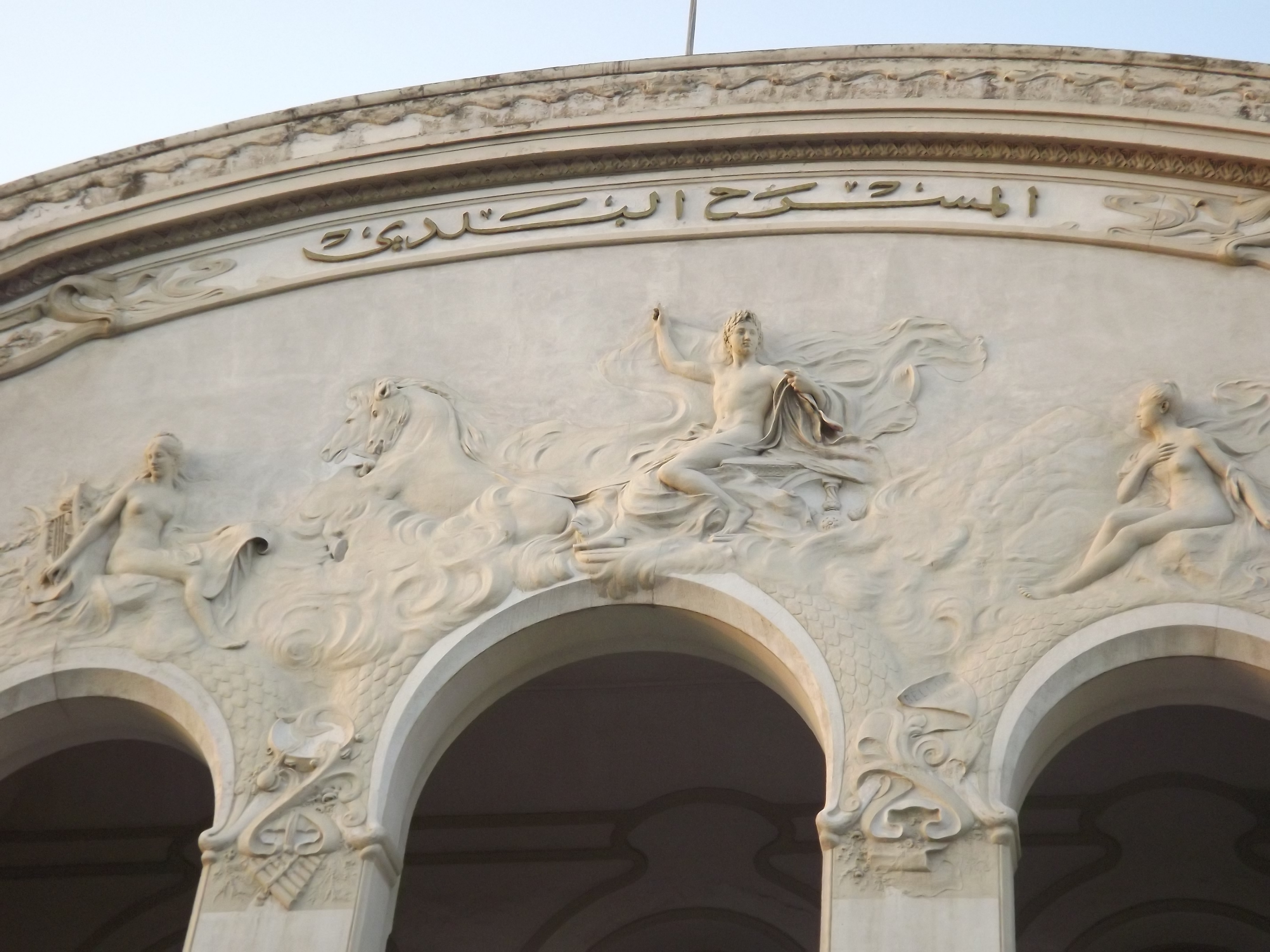
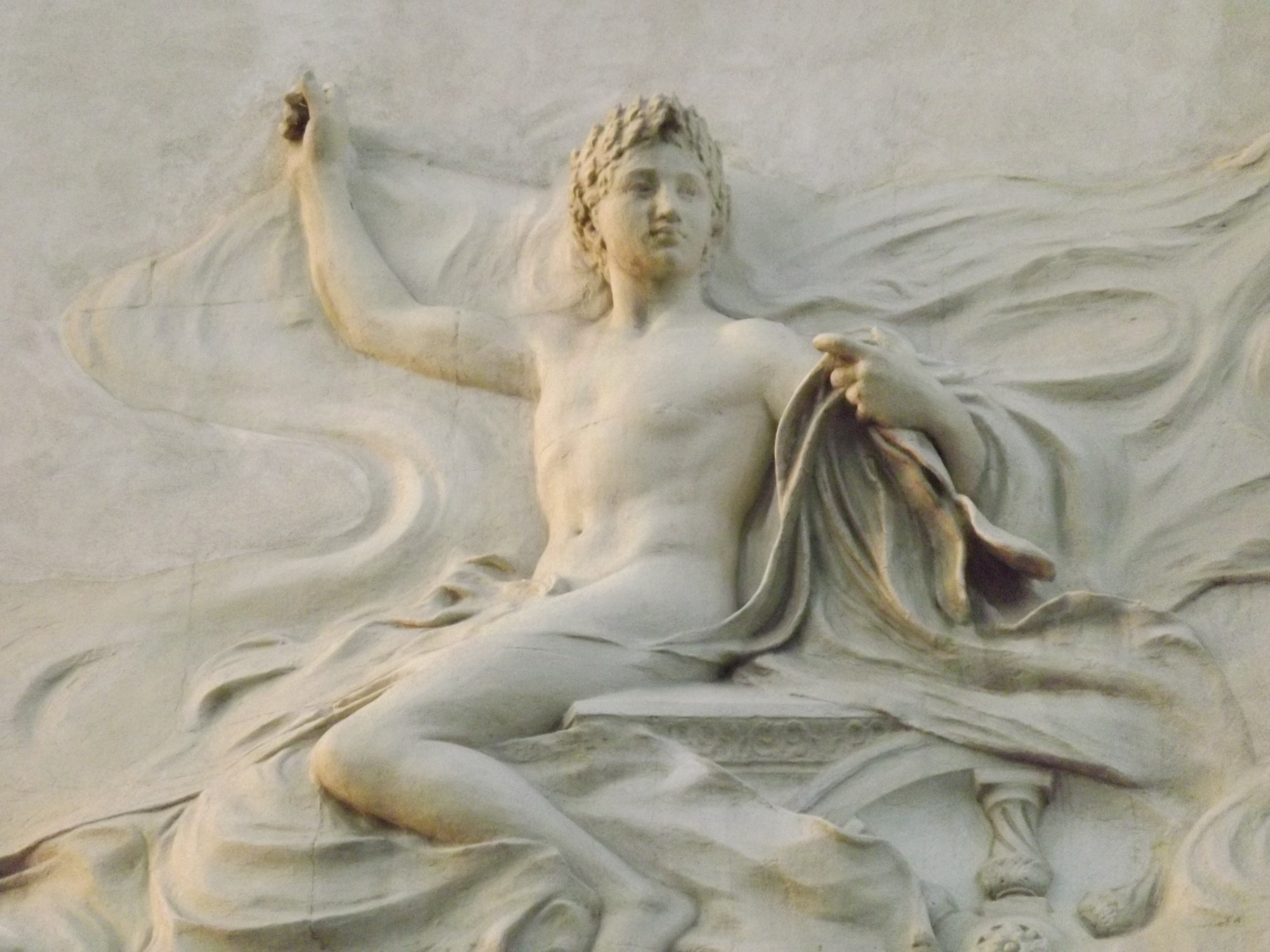
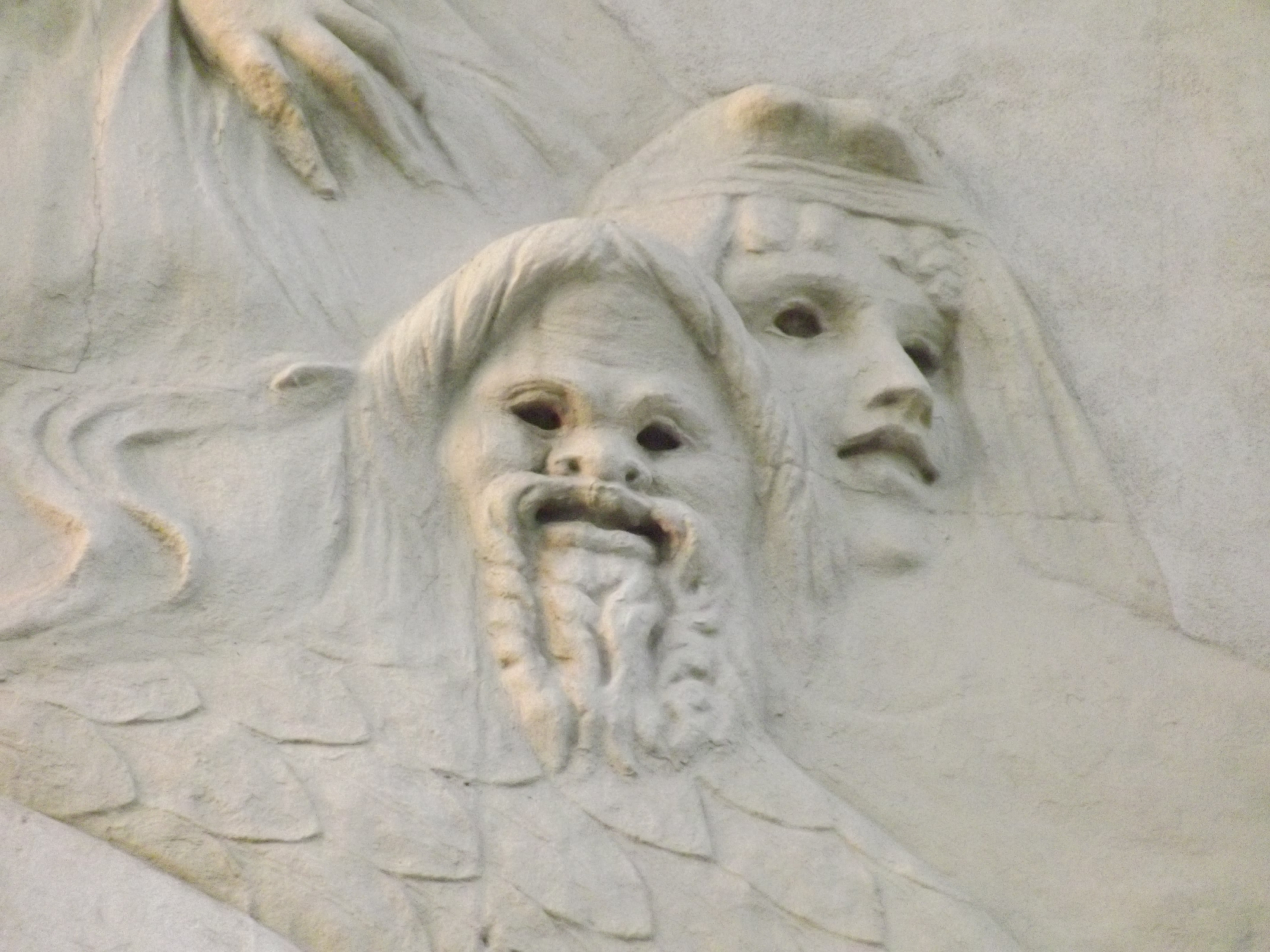

### Complexe de loisir de Tunis (avenue Habib-Bourguiba)
Ce complexe est composé de quatre bâtiments : le Théâtre municipal, le Casino d'hiver appelé « Palmarium », le café du casino et l'hôtel Tunisia Palace. Cet ensemble est réalisé au cours des années 1900-1902 par l'architecte Jean-Émile Resplandy. De ce complexe, il ne reste plus que le Théâtre municipal.

#### Palmarium
Ce casino porte le nom de Palmarium car il abrite un jardin planté de palmiers.

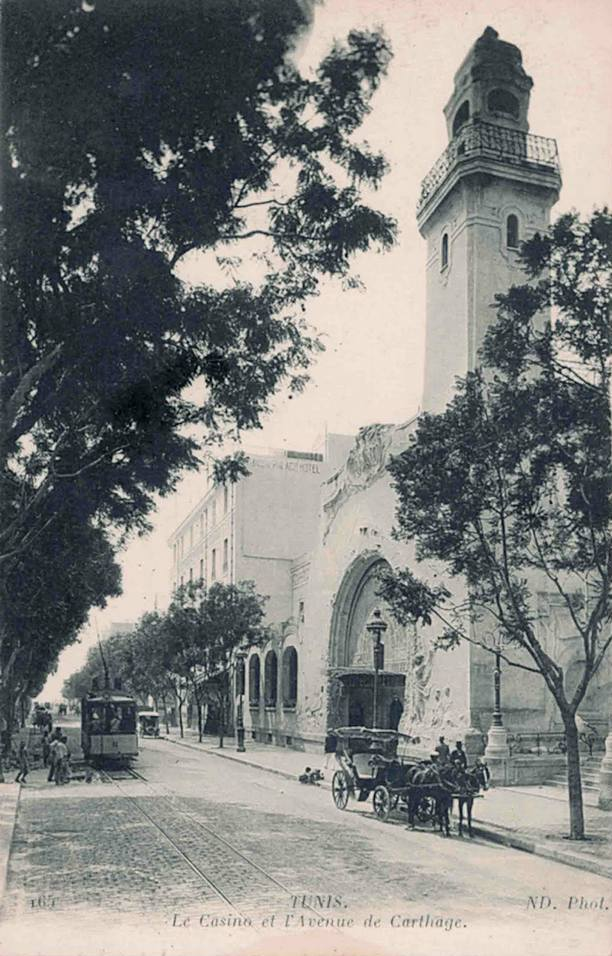
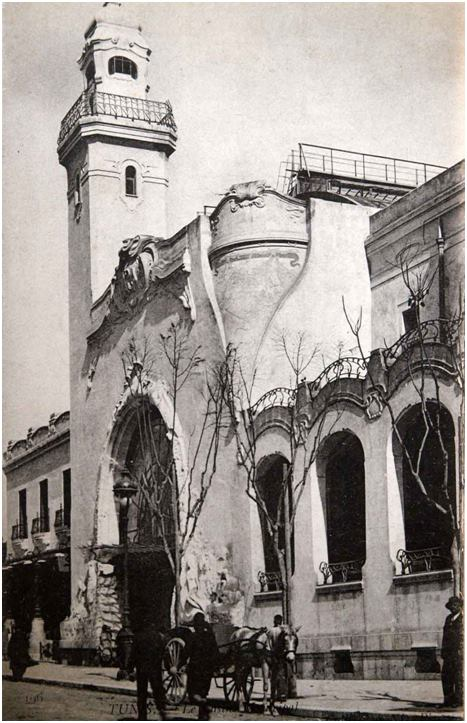
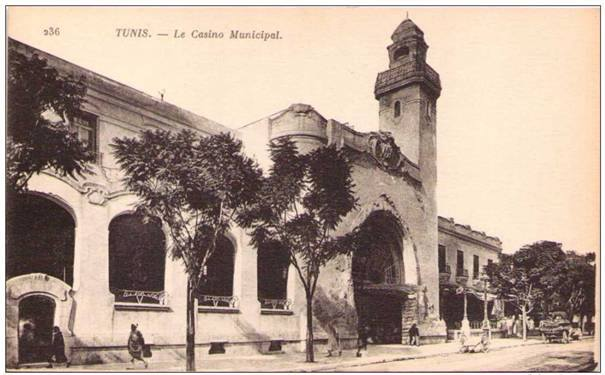

#### Tunisia Palace

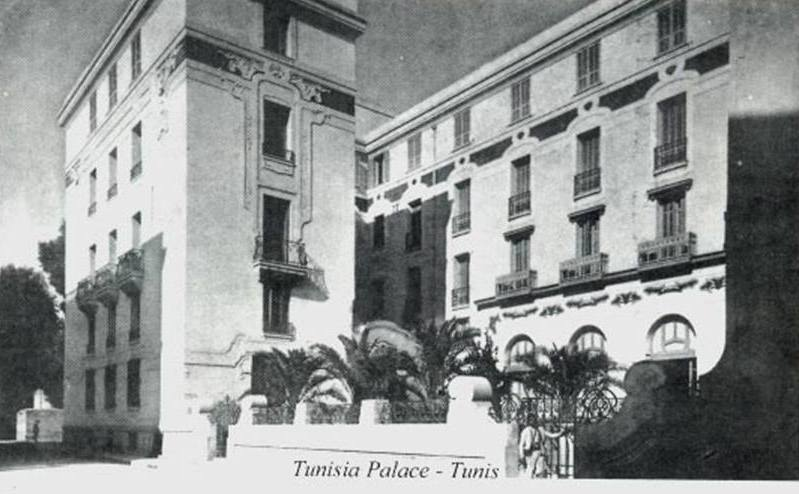
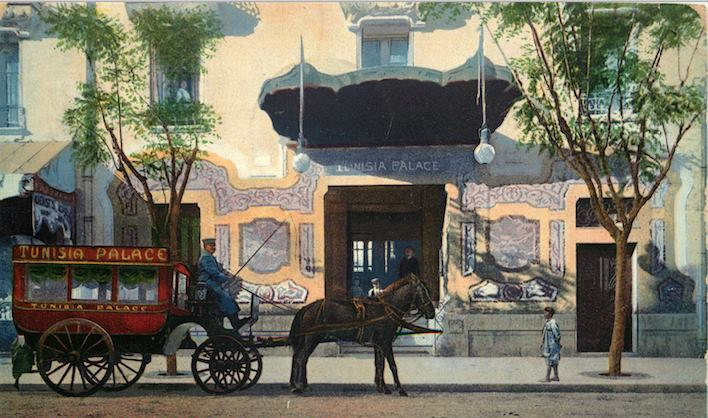
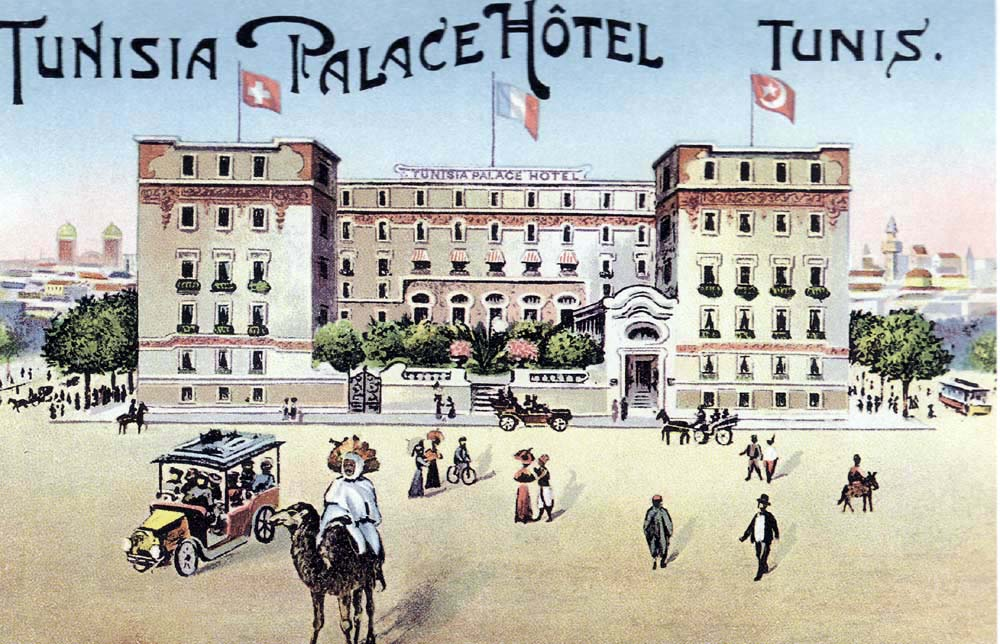
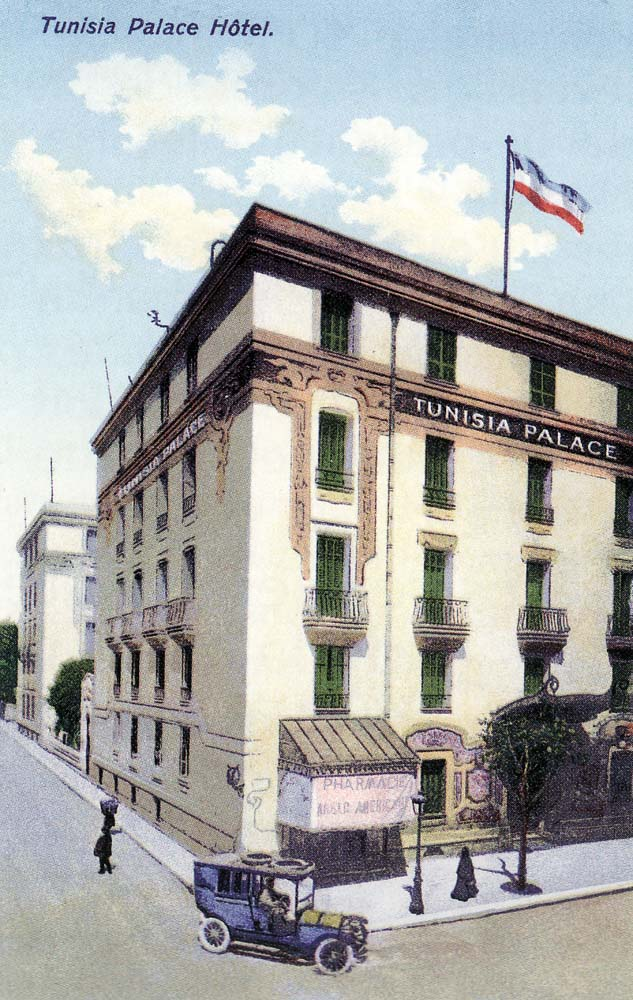

### Rue Mustapha M'Barek

#### Immeubles divers
Situés non loin de la médina de Tunis, les bâtiments construits tout au long de la rue Mustapha M'Barek (ancienne rue Léon-Roches) présentent une réelle unité stylistique. Resplandy est l'architecte attesté des immeubles aux numéros 1, 3, 4, 5, 6 et 8 ; ils datent des années 1900-1903. Les numéros 7 et 10 sont réalisés plus tard.
On note que l'architecte a introduit des frises de faïences d'inspiration locale dans la partie supérieure des bâtiments.

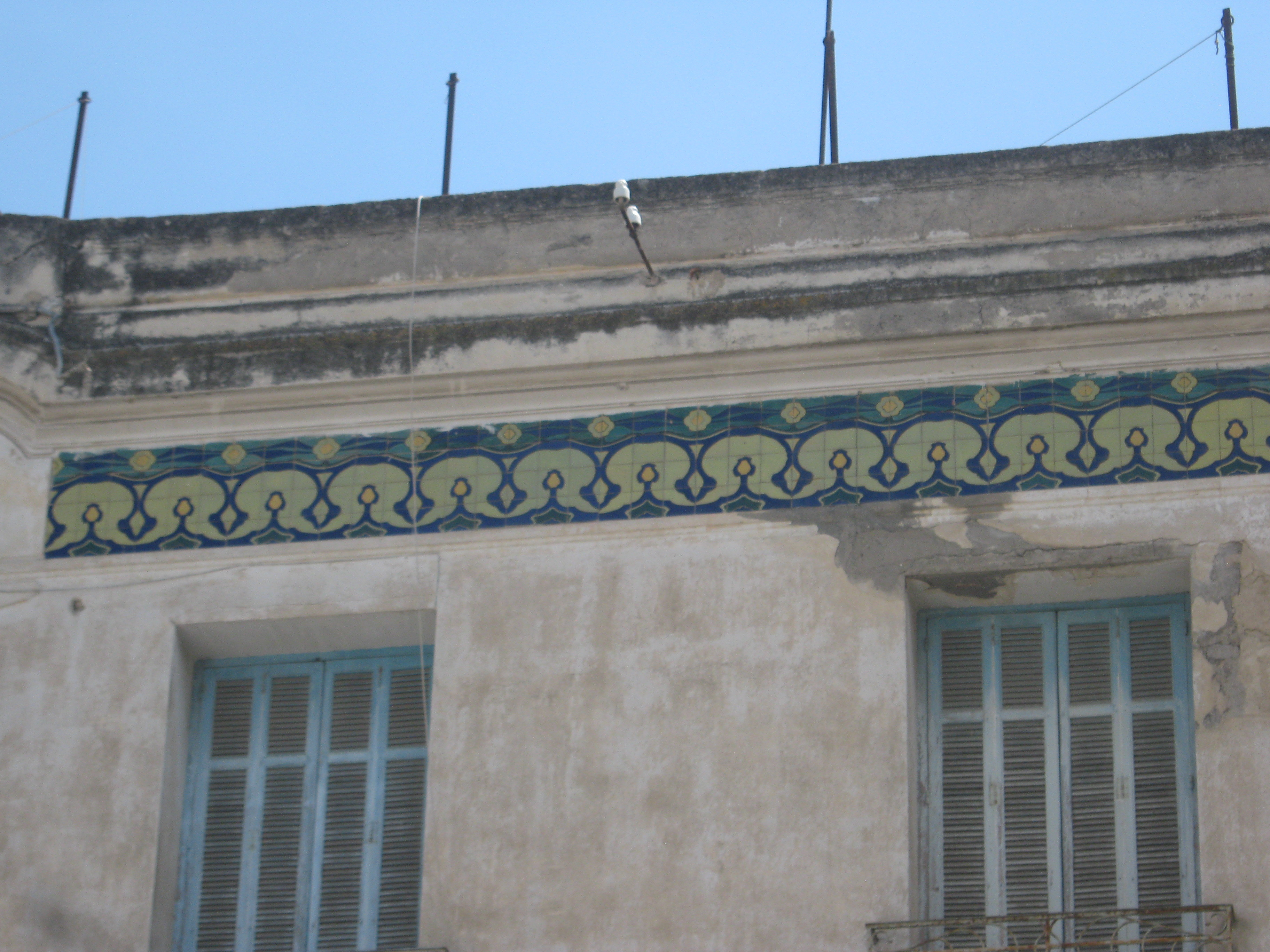
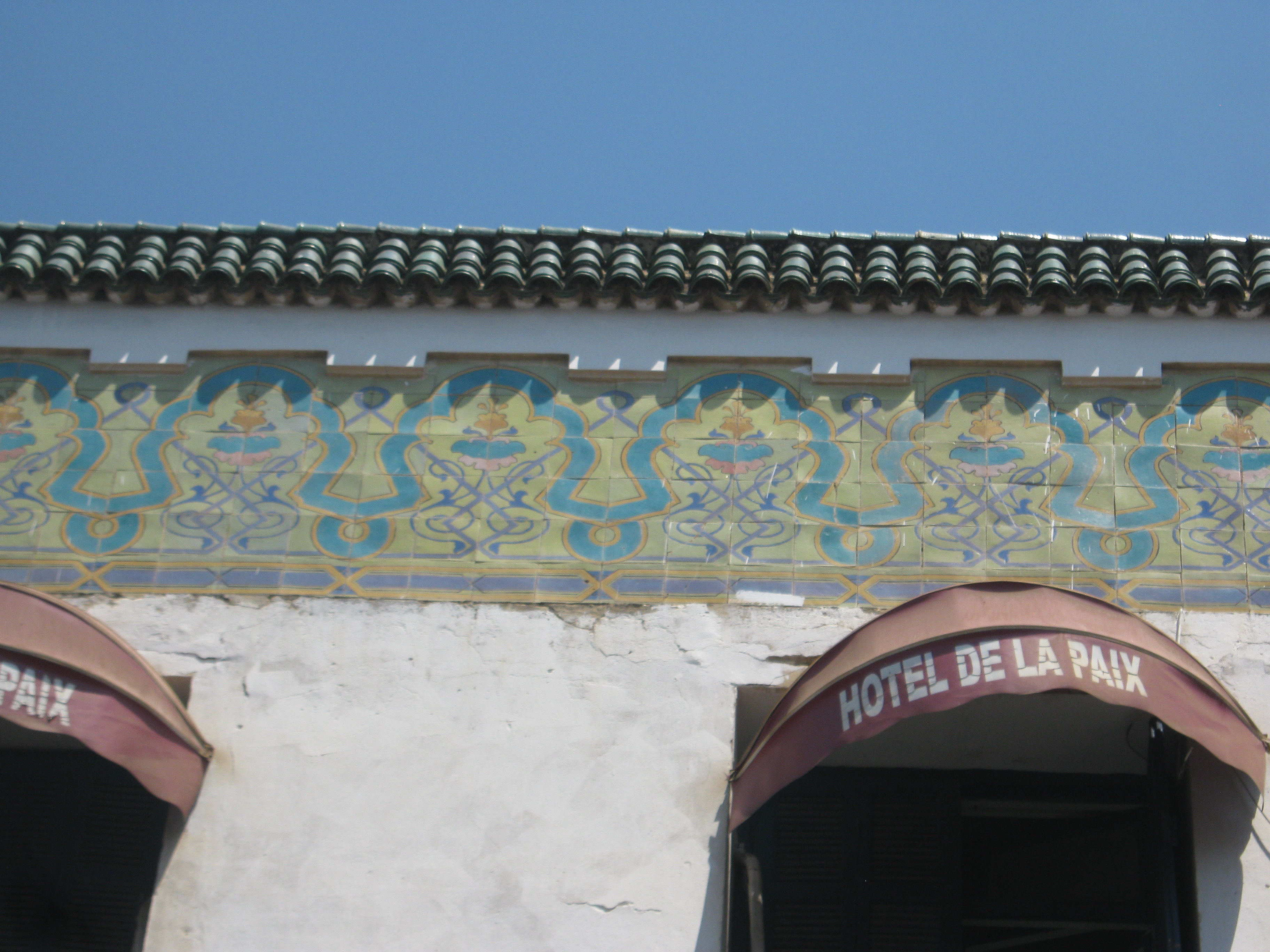
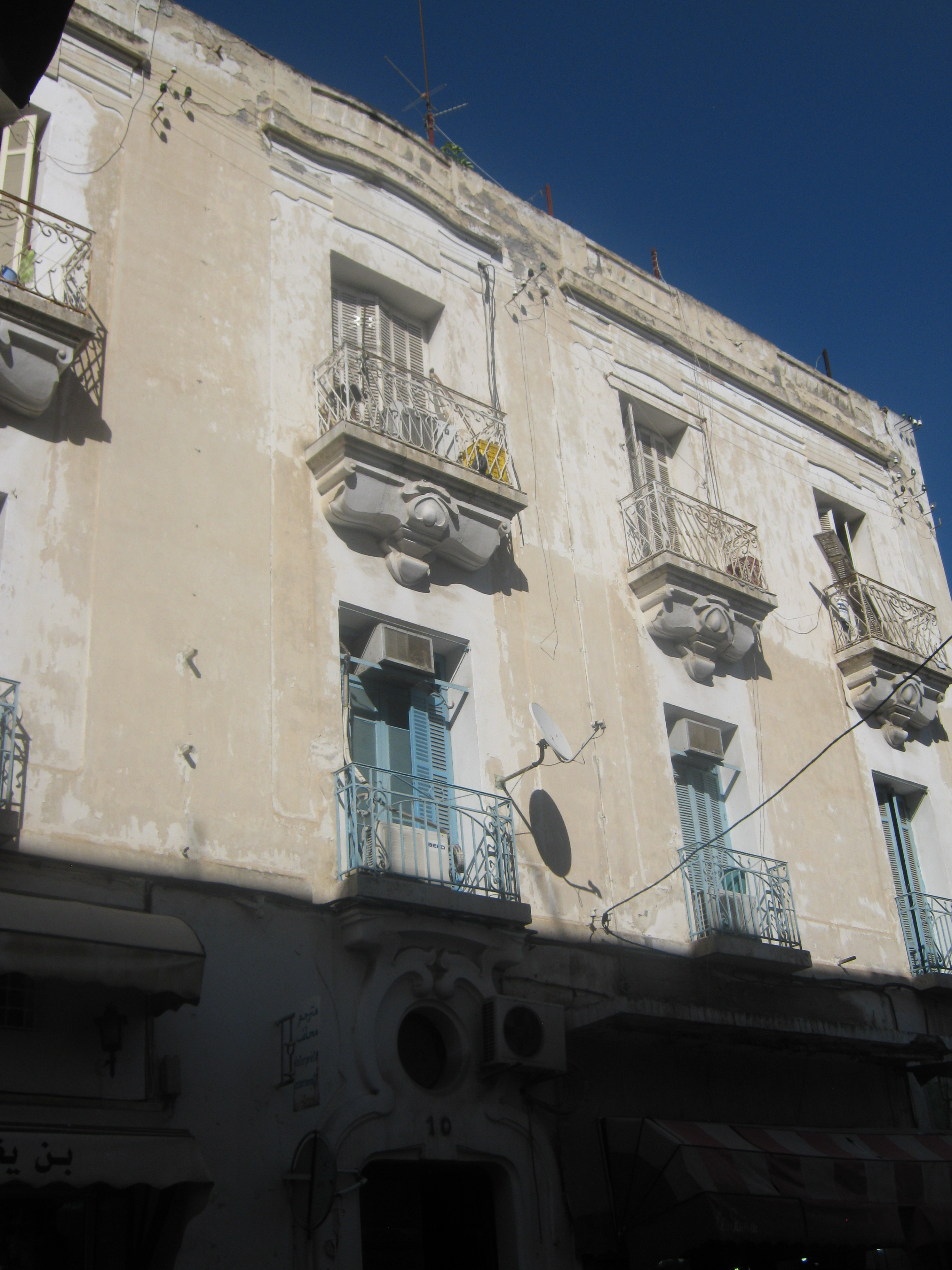
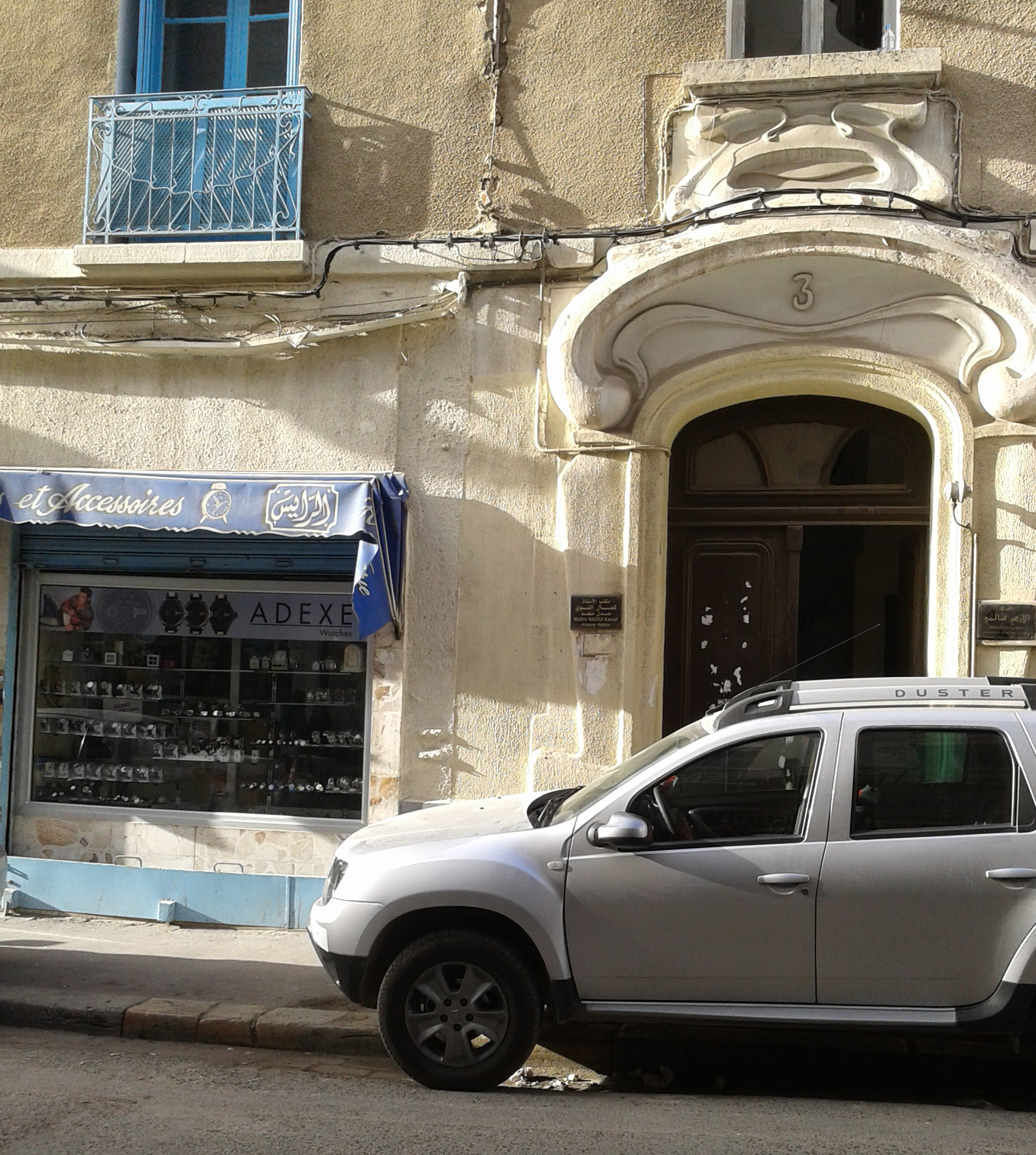
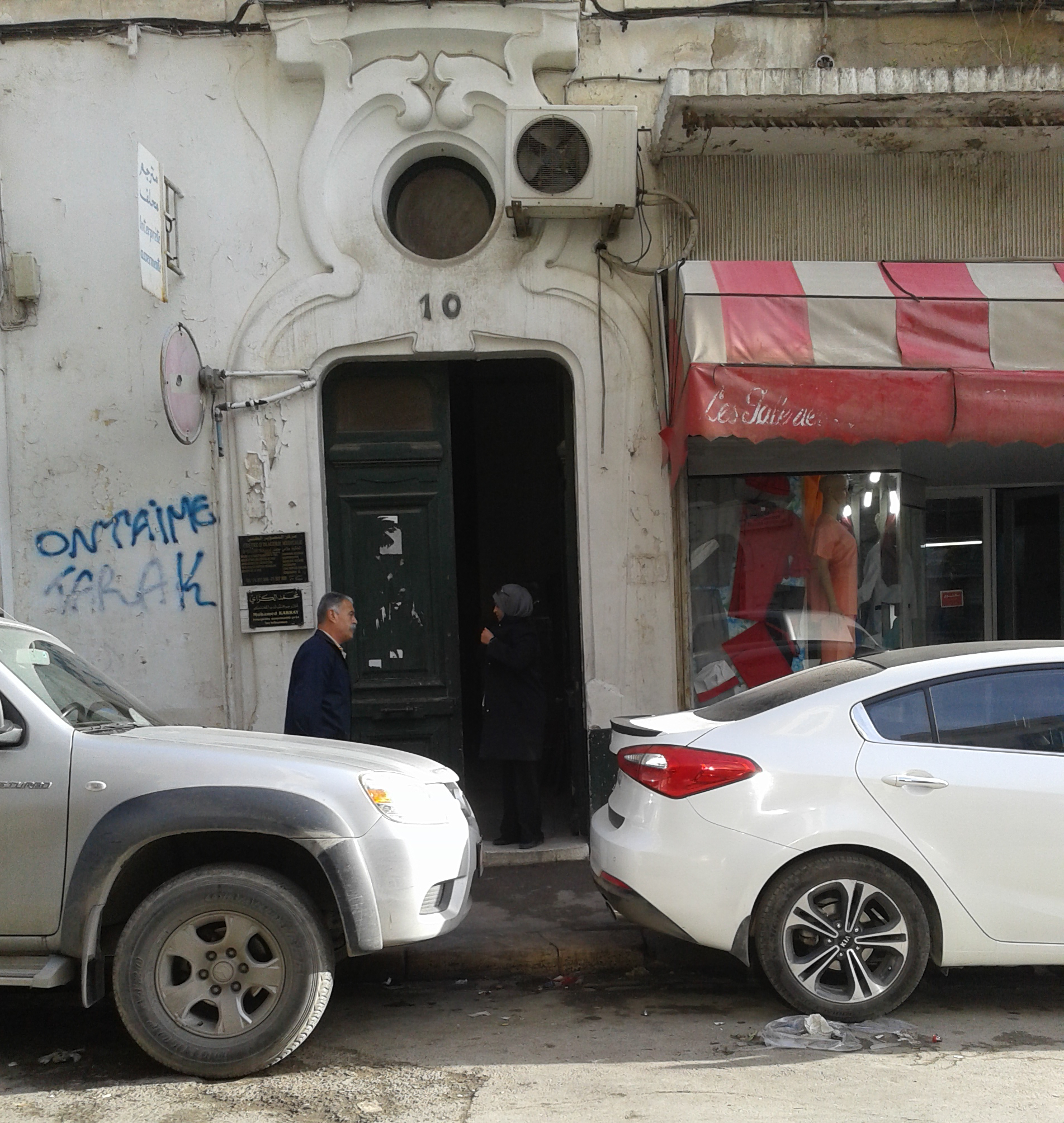
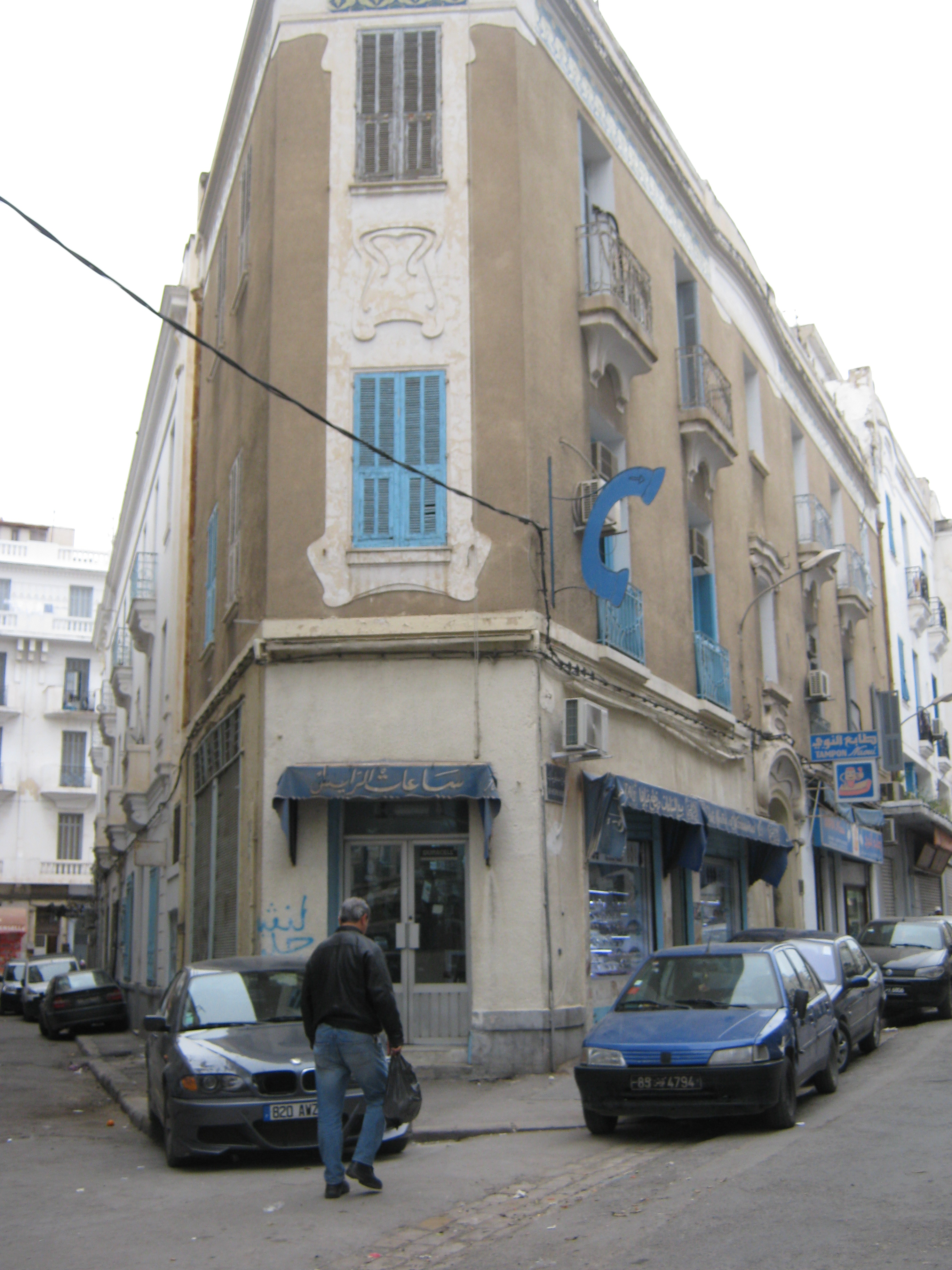

#### Grand Hôtel de France
Situé au numéro 8 de la rue Mustapha M'Barek, le Grand Hôtel de France est construit au début des années 1900, période durant laquelle Tunis s'affirme comme une destination hivernale pour les Européens.
À l'origine, l'hôtel compte cinquante chambres et trois étages. Sa proximité avec la médina et la nouvelle ville européenne est son principal argument commercial. Avant de devenir un hôtel de seconde zone, il faisait figure d'hôtel de haut standing avec des commodités comme le chauffage central et l'eau courante à tous les étages.

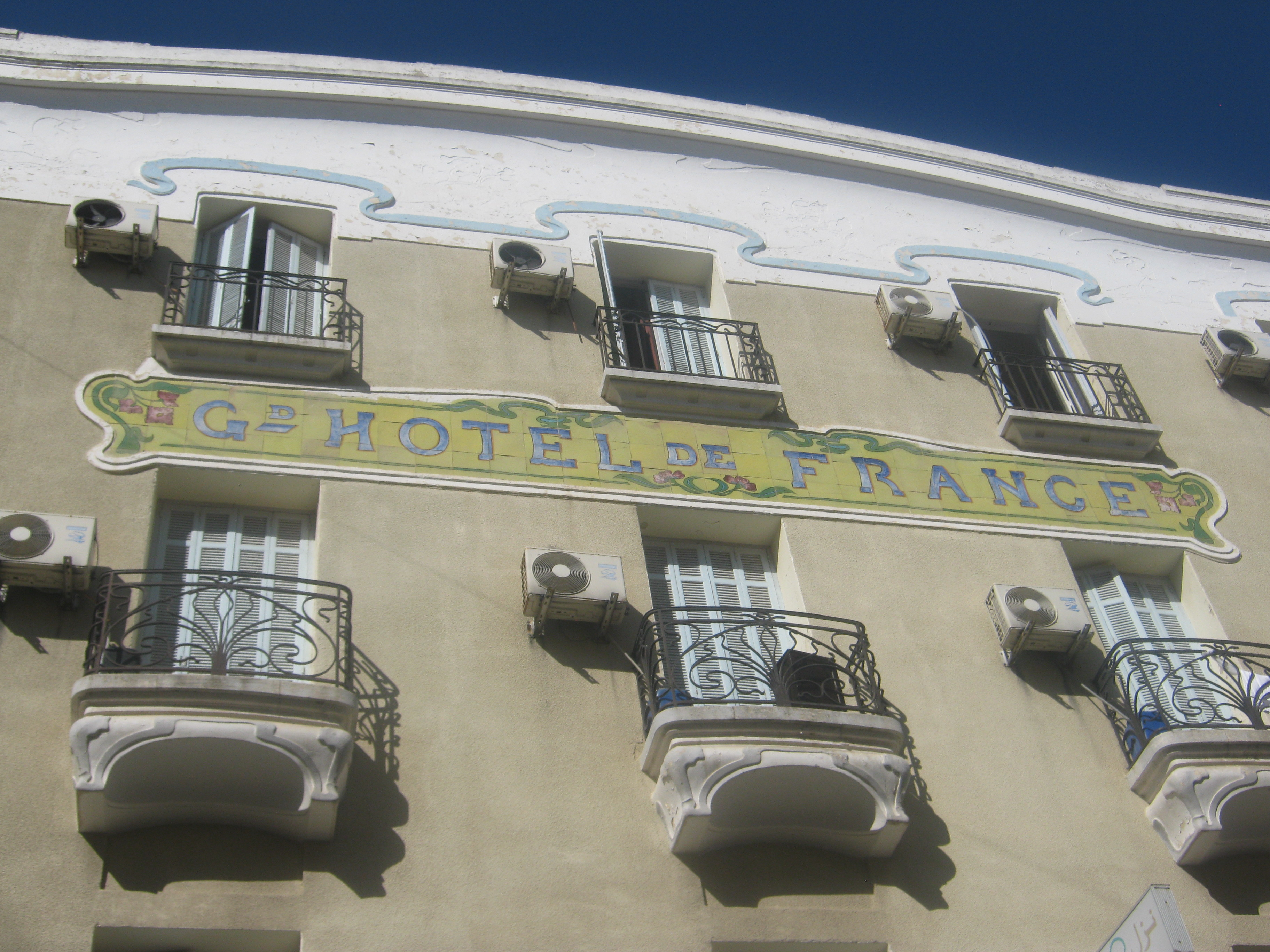
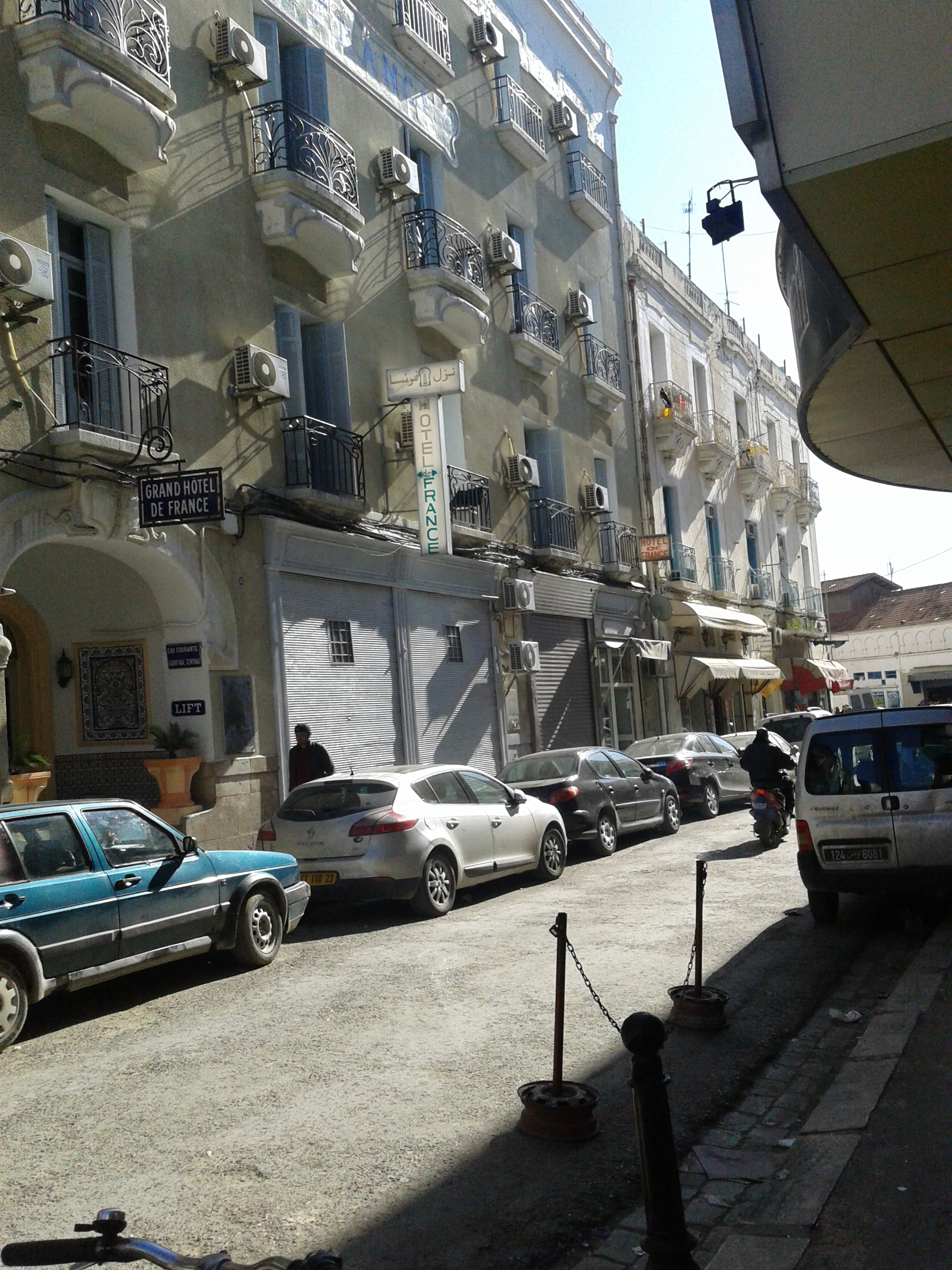
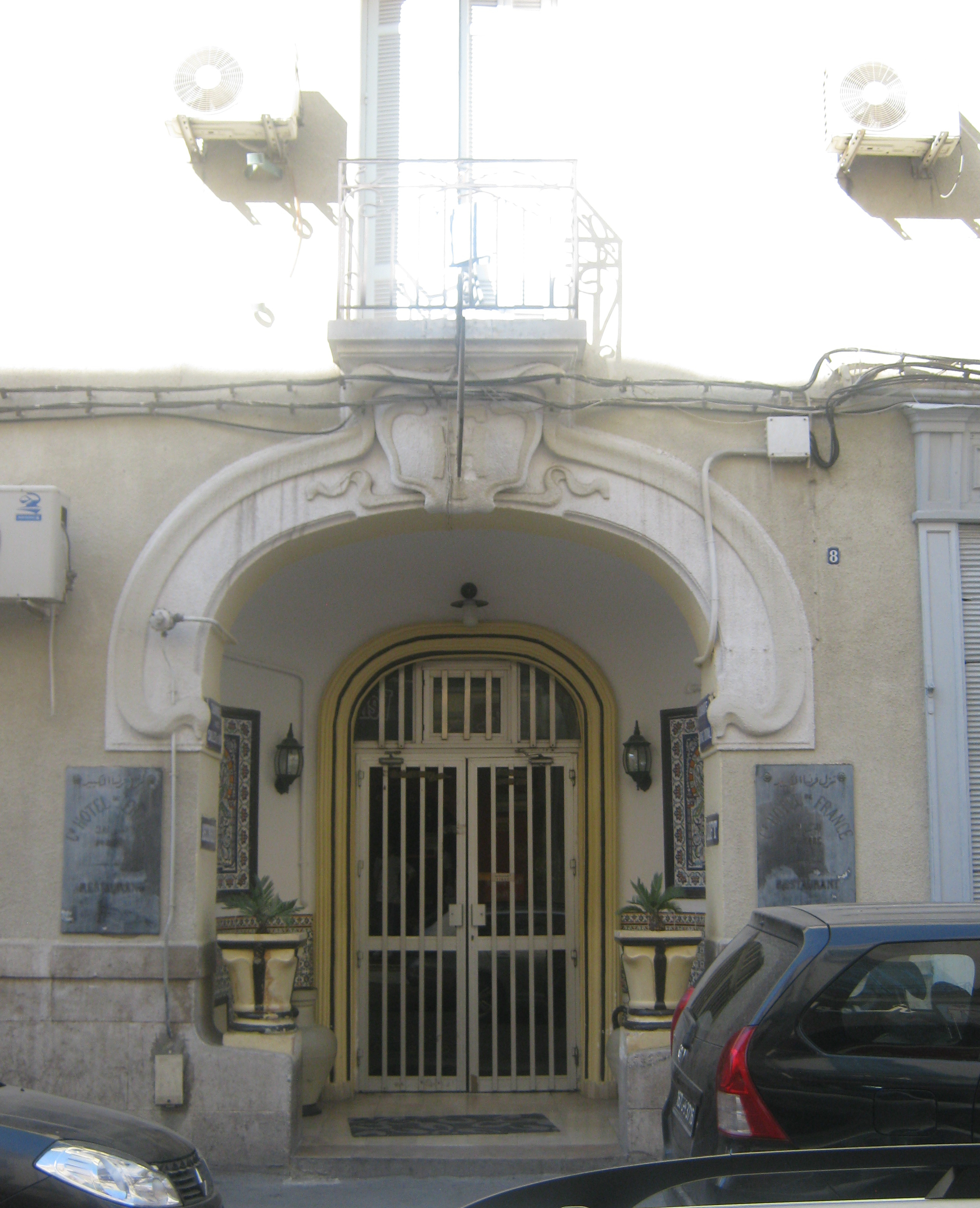
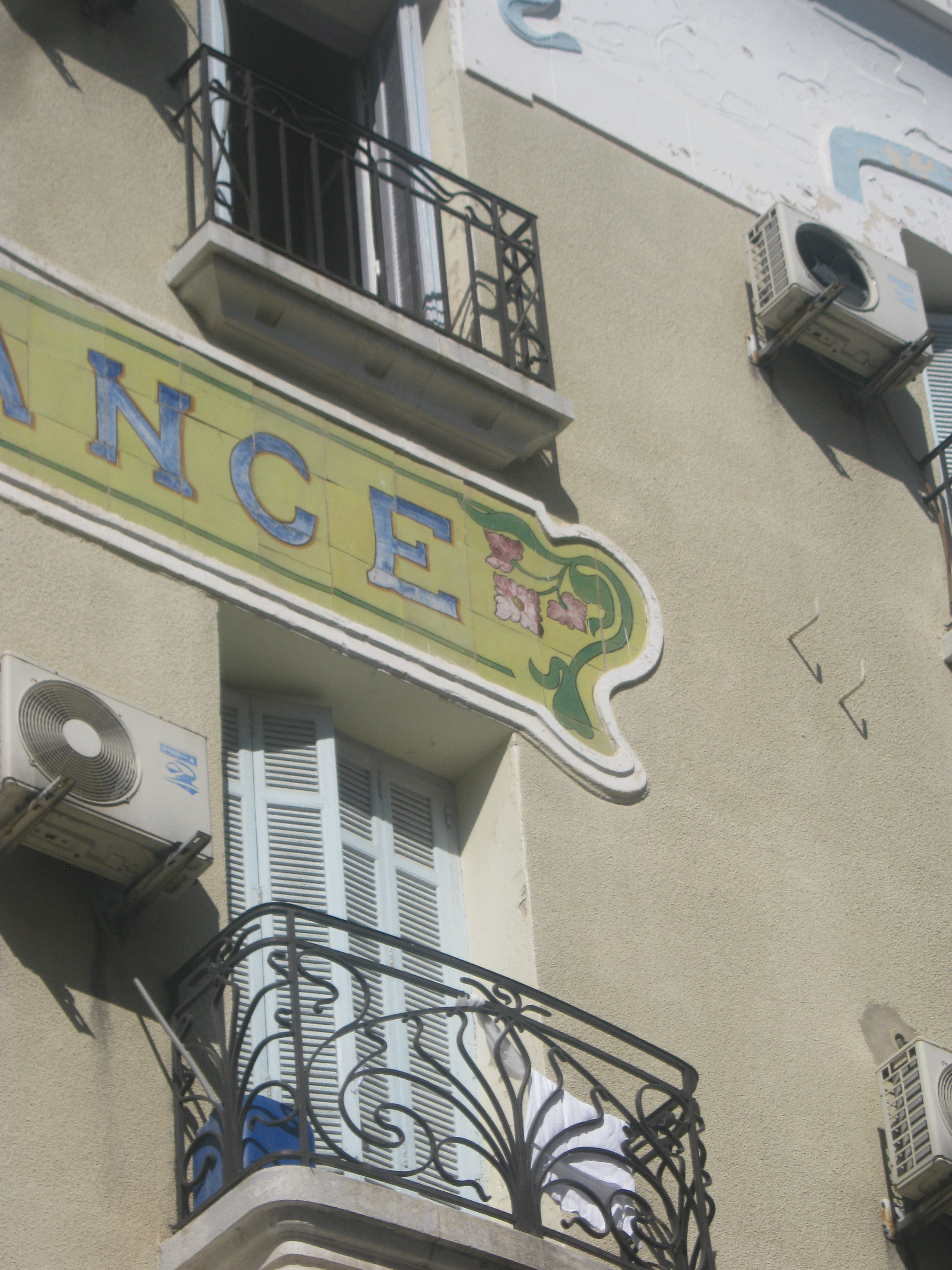
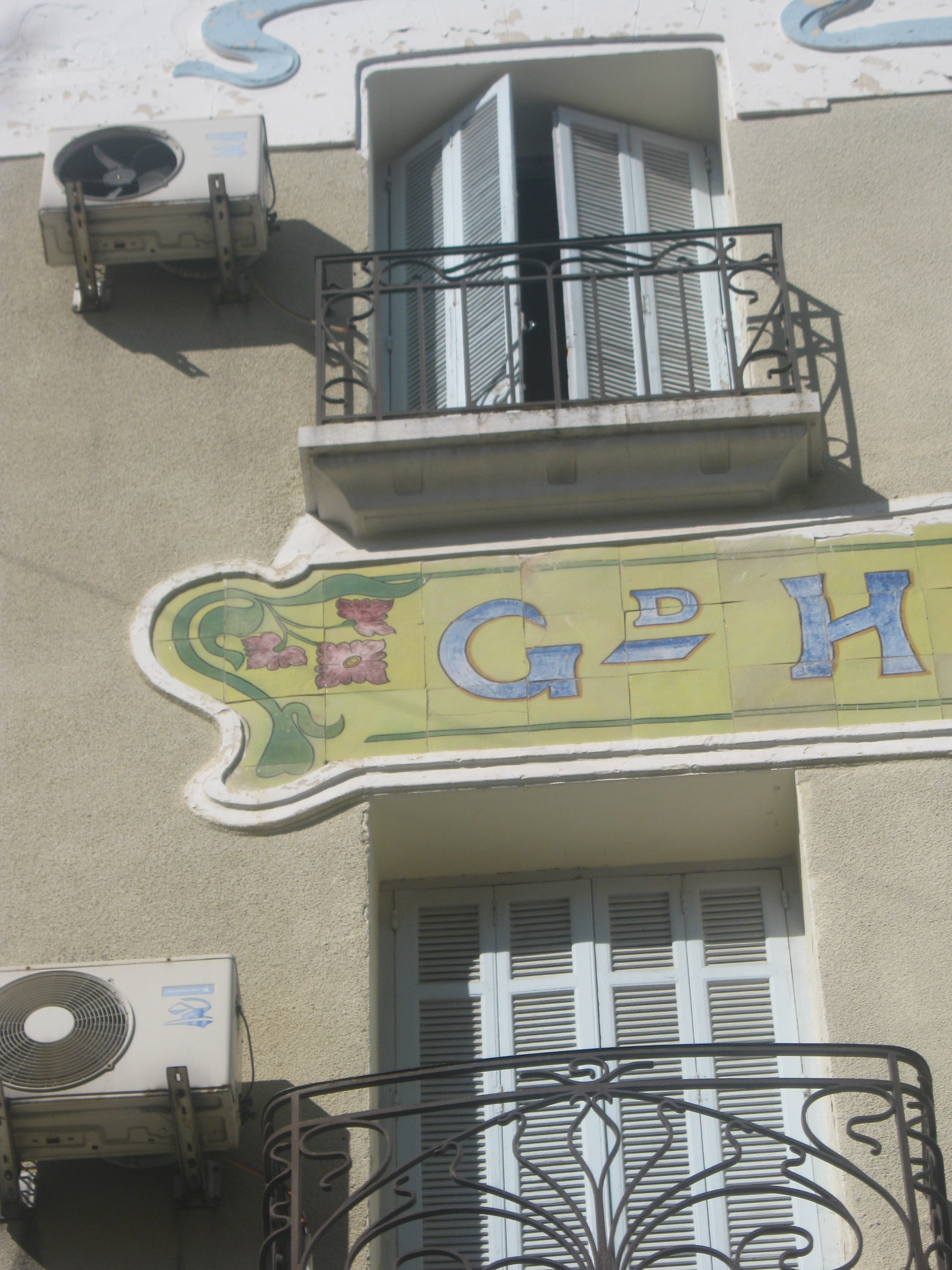

### Immeuble (avenue de Carthage)
Cet immeuble attribué à Jean-Émile Resplandy a été bâti aux alentours de l'année 1902. Il ressemble beaucoup à la Clinique de l'enfant et du nouveau-né.
Les travaux du pont de l'avenue de Carthage, achevés en 2007, ont altéré le bâtiment : celui-ci est emmuré et le niveau du pont est supérieur à celui du bâtiment.

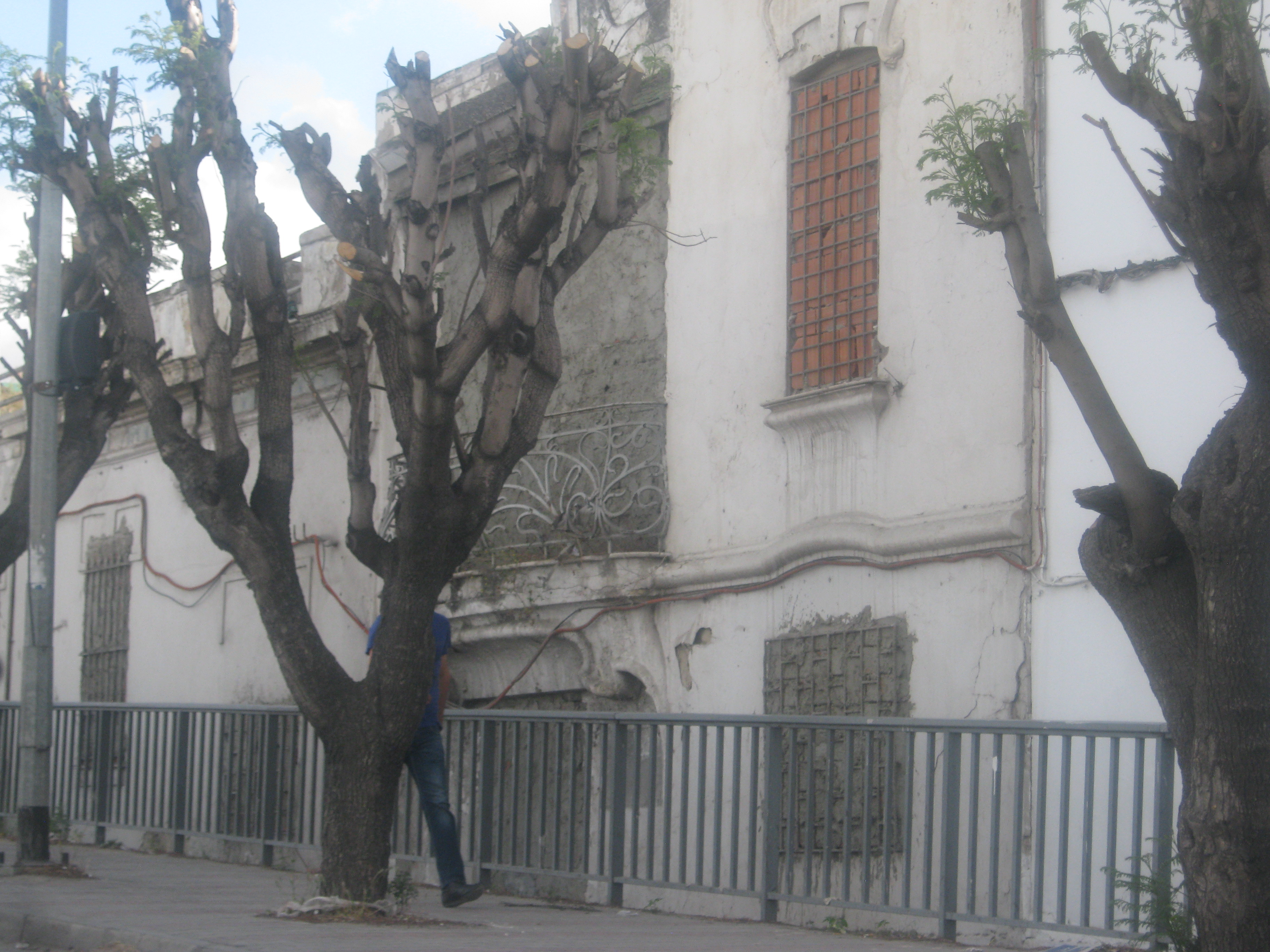
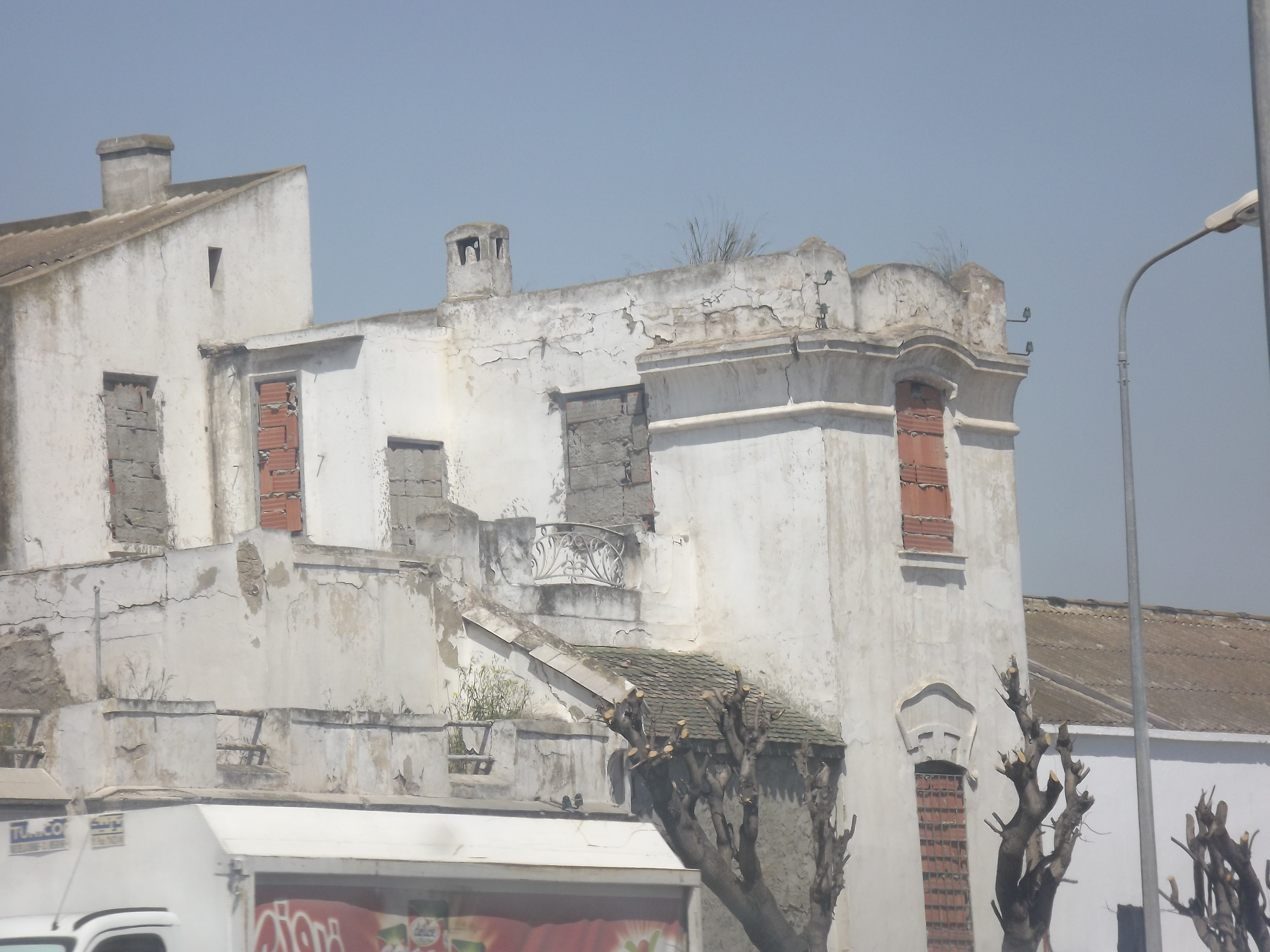
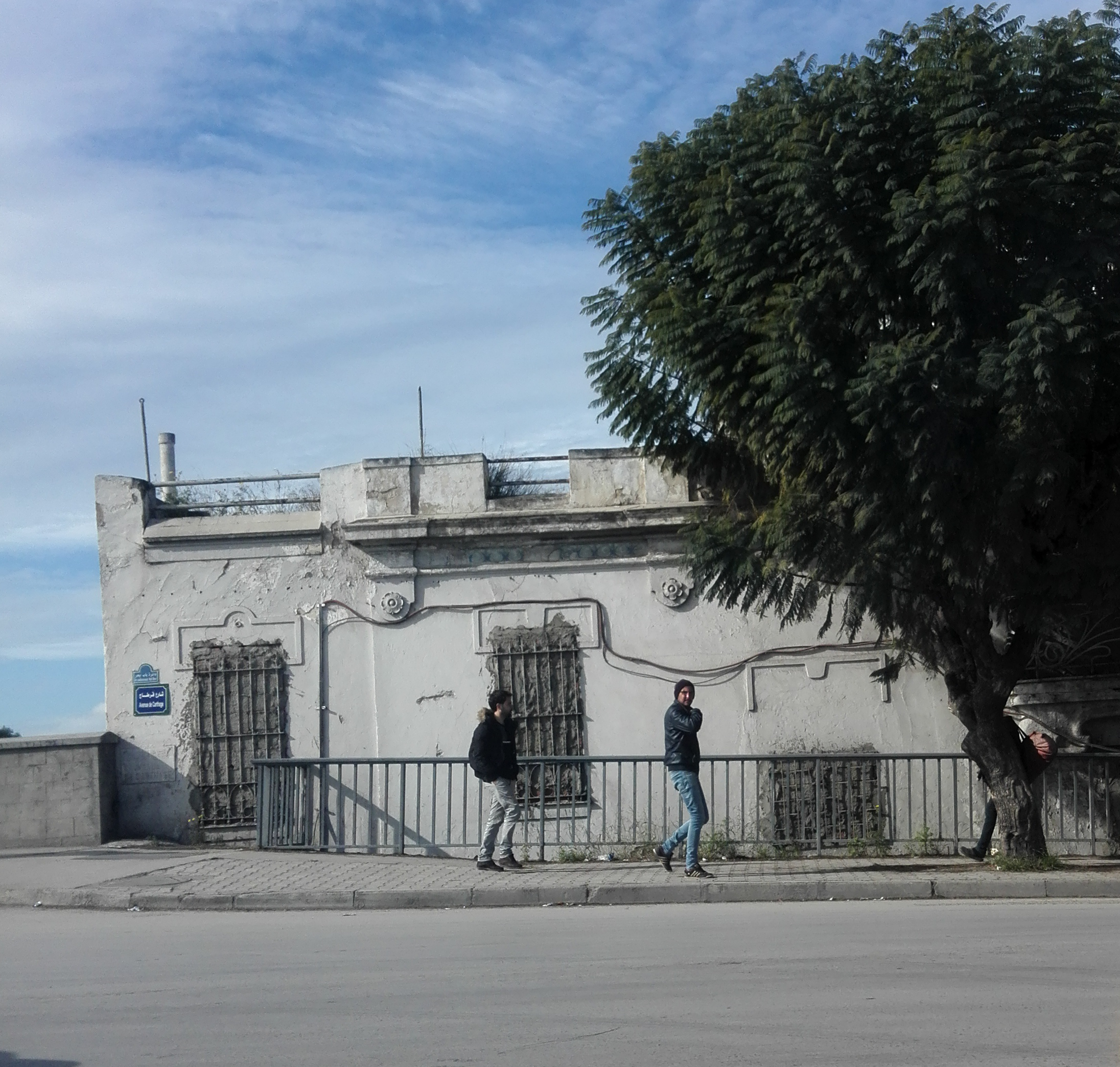

### Immeuble Querci (46, avenue Bab Jedid)
L'immeuble, qui date des années 1903-1904, est une commande de l'hôtelier et restaurateur italien Amadeo Querci. La façade de goût italien présente des éléments caractéristiques de l'Art nouveau : ondoyance de l'encadrement de la porte d'entrée, des fenêtres et d'une partie des ferronneries et des rubans flottants au-dessus des fenêtres du deuxième étage.

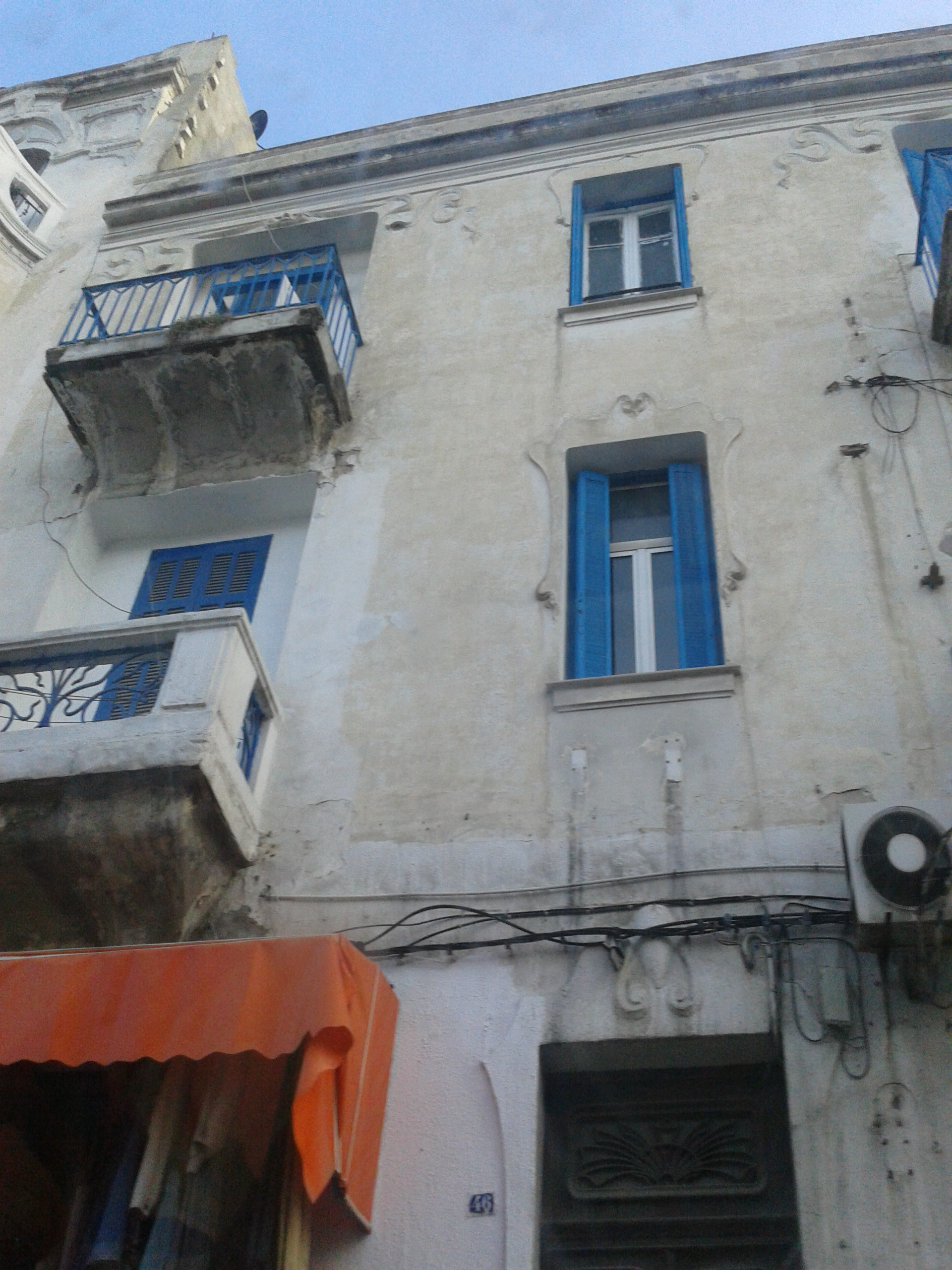

### Immeuble De Guidi
L'immeuble situé au numéro 9 de la rue Charles-De-Gaulle est construit pour l'avocat italien Francesco De Guidi au cours des années 1903-1906.
L'immeuble présente une multitude de références stylistiques (mauresque, byzantine) et de matériaux (stucs, mosaïques, marqueteries, ferronneries).
Les balcons des trois étages sont liés par des colonnes torses en marbre rose et couronnés par des chapiteaux à motifs floraux. Les motifs ondoyants des ferronneries des balcons sont caractéristiques de l'Art nouveau. Les baies du dernier étage ont des impostes en mosaïque représentant un bouquet de bleuets.

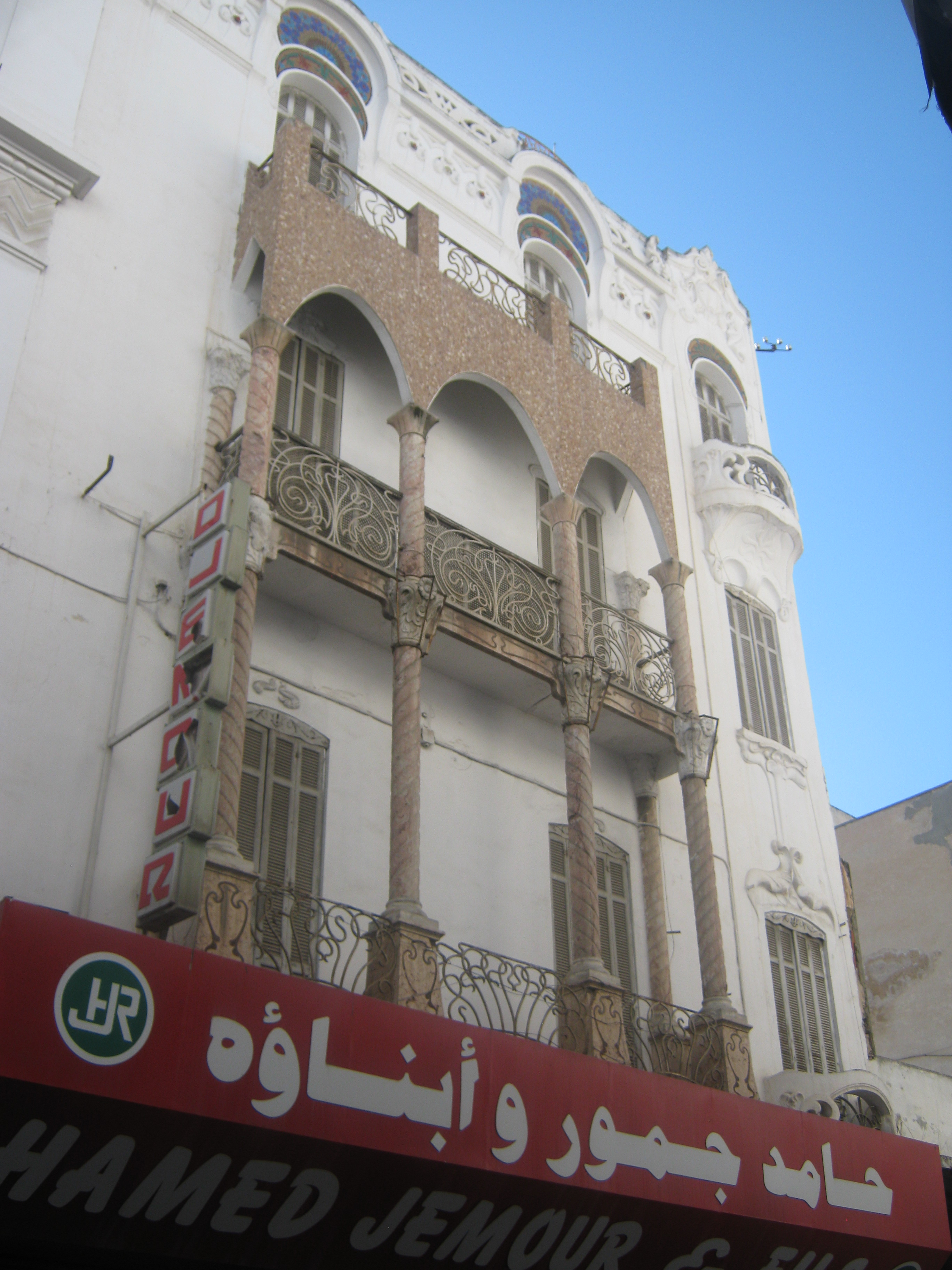
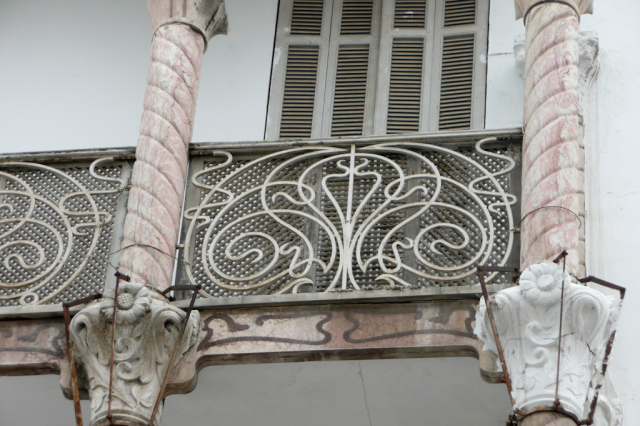
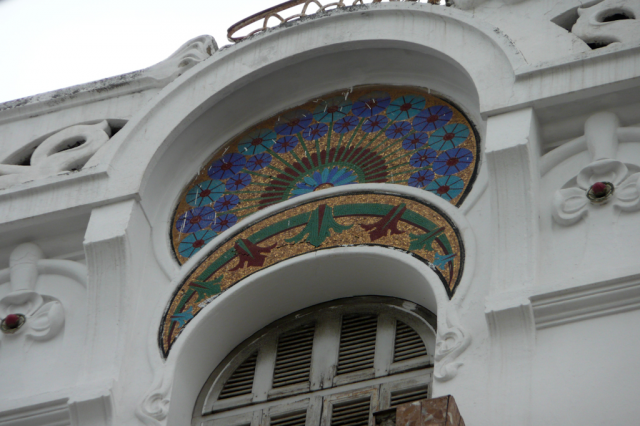

### Clinique de l'enfant et du nouveau-né
Cette maison édifiée vers 1904 au numéro 114 de l'avenue de la Liberté est attribuée à Jean-Émile Resplandy et présente un travail soigné des ferronneries. Le bâtiment est détruit en 2022.

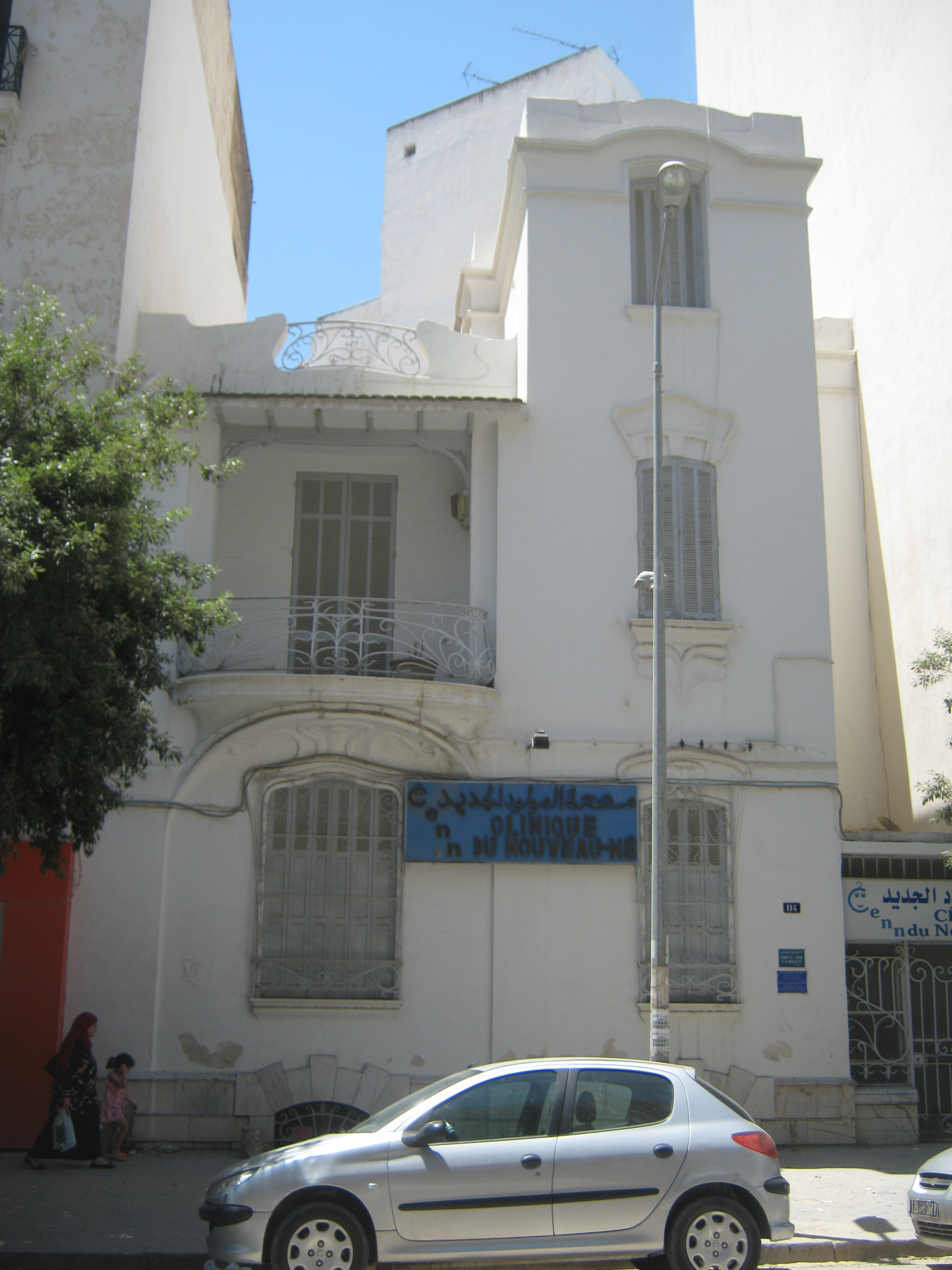
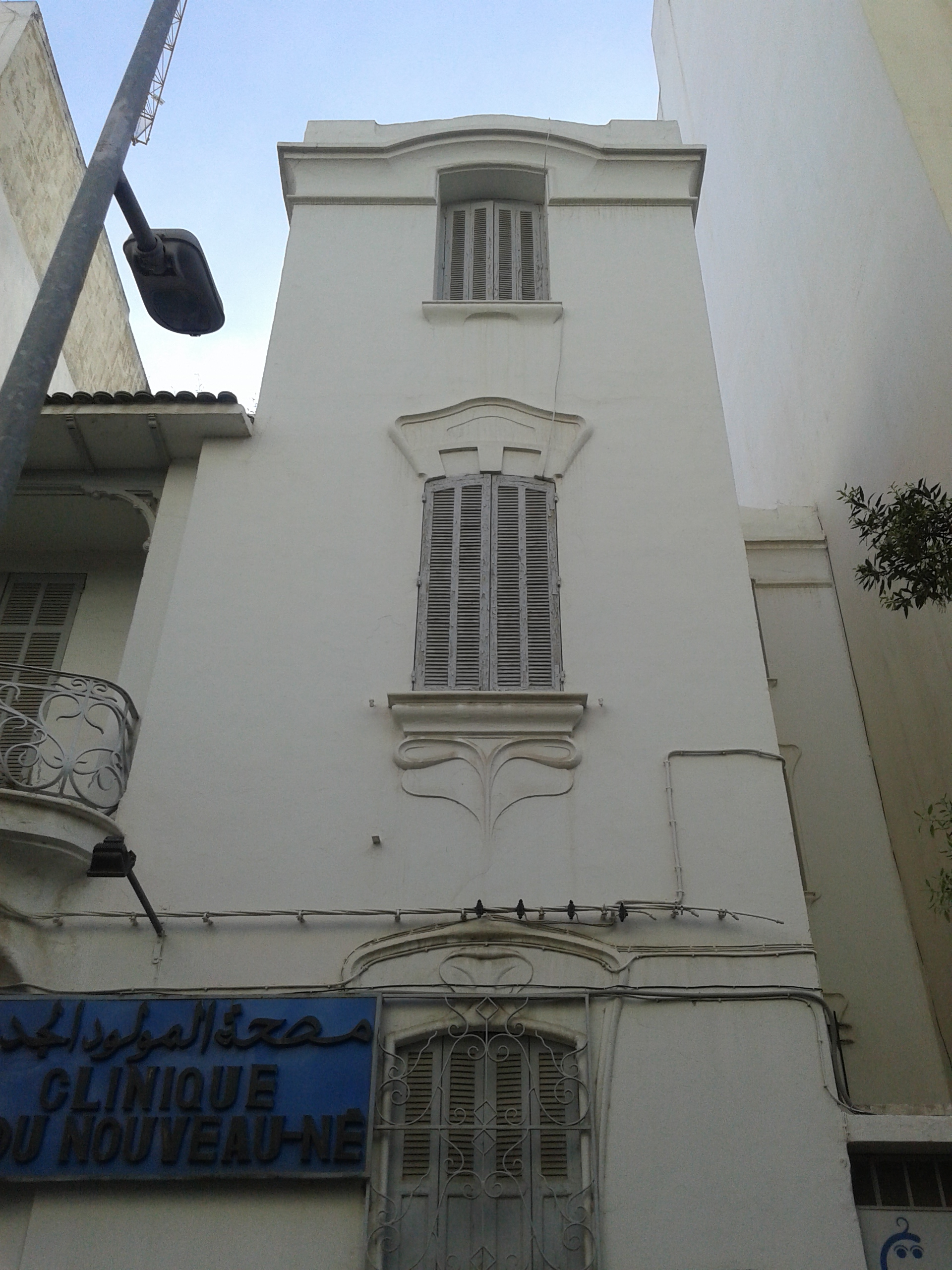
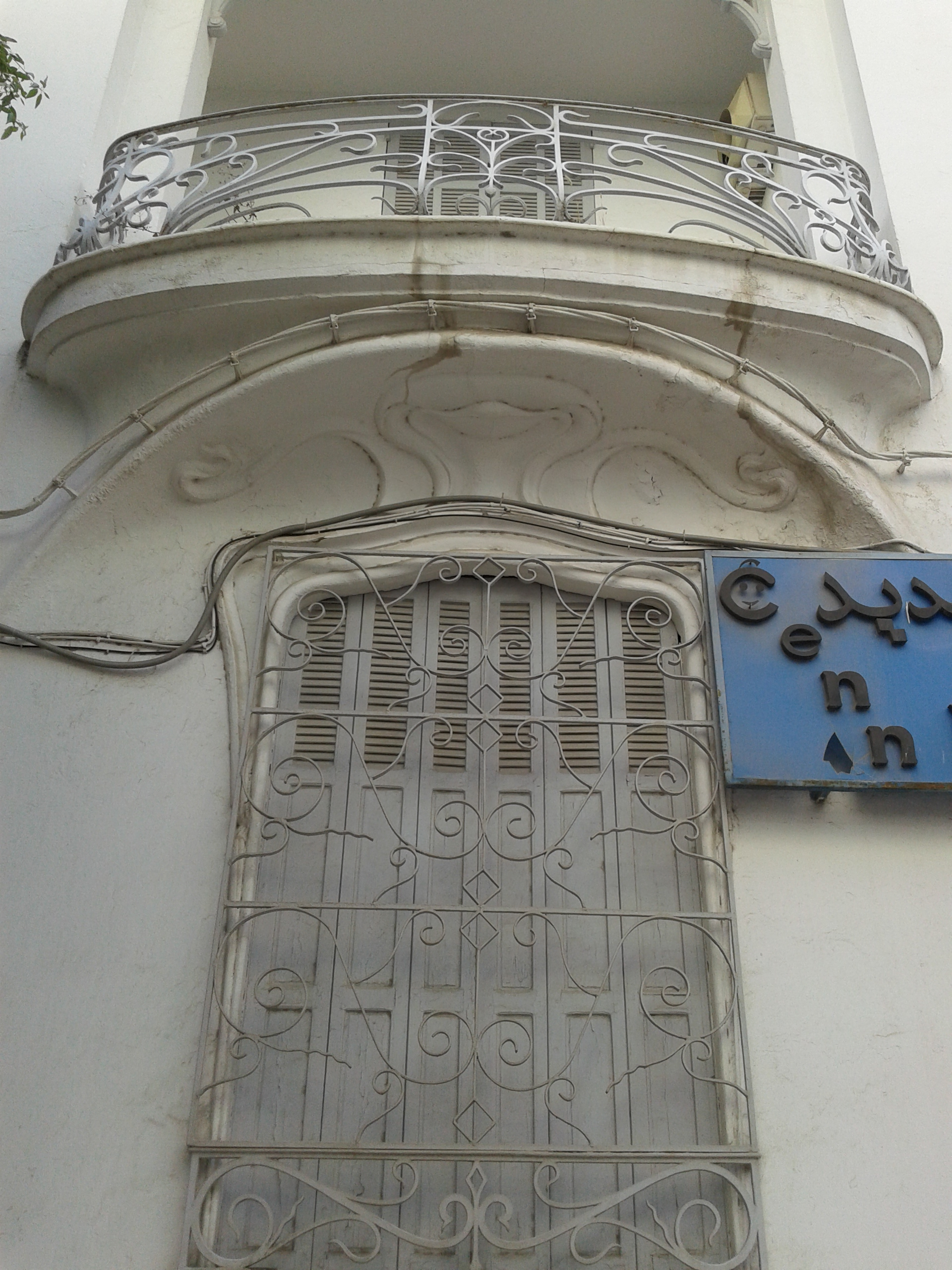
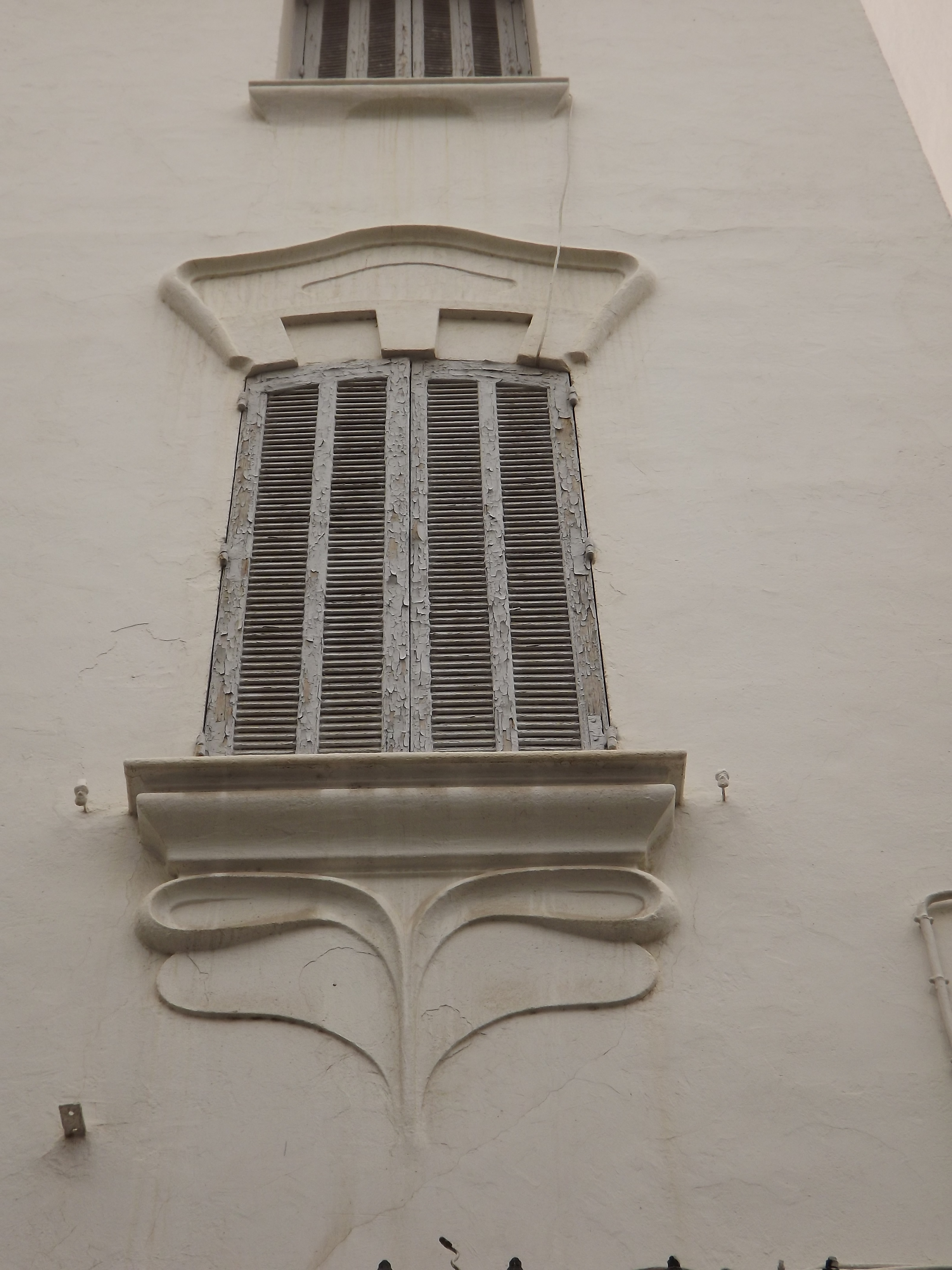

### Immeuble Azerm
Cet immeuble situé au numéro 53 de l'avenue de Carthage est bâti au cours des années 1905-1906. L'architecte a plaqué deux façades de style Art nouveau sur un bâtiment orthogonal. L'immeuble est en fait un pastiche du célèbre immeuble Lavirotte construit par Jules Lavirotte à Paris.
Cet immeuble se distingue par l'exubérance de sa décoration où l'arc curviligne domine largement. L'exécution témoigne d'un grand savoir-faire artisanal.
Cet immeuble devient un monument classé en septembre 2000.

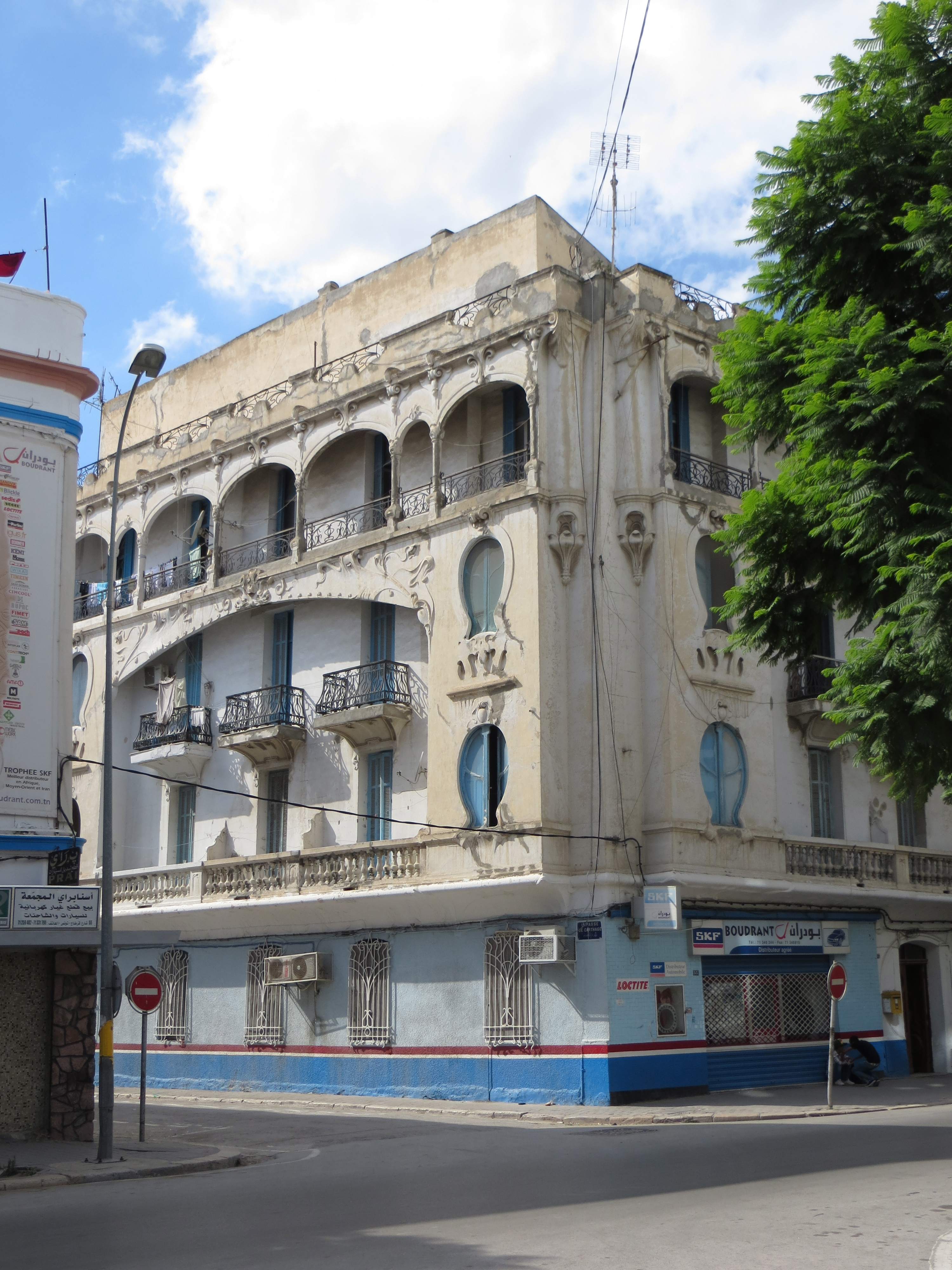
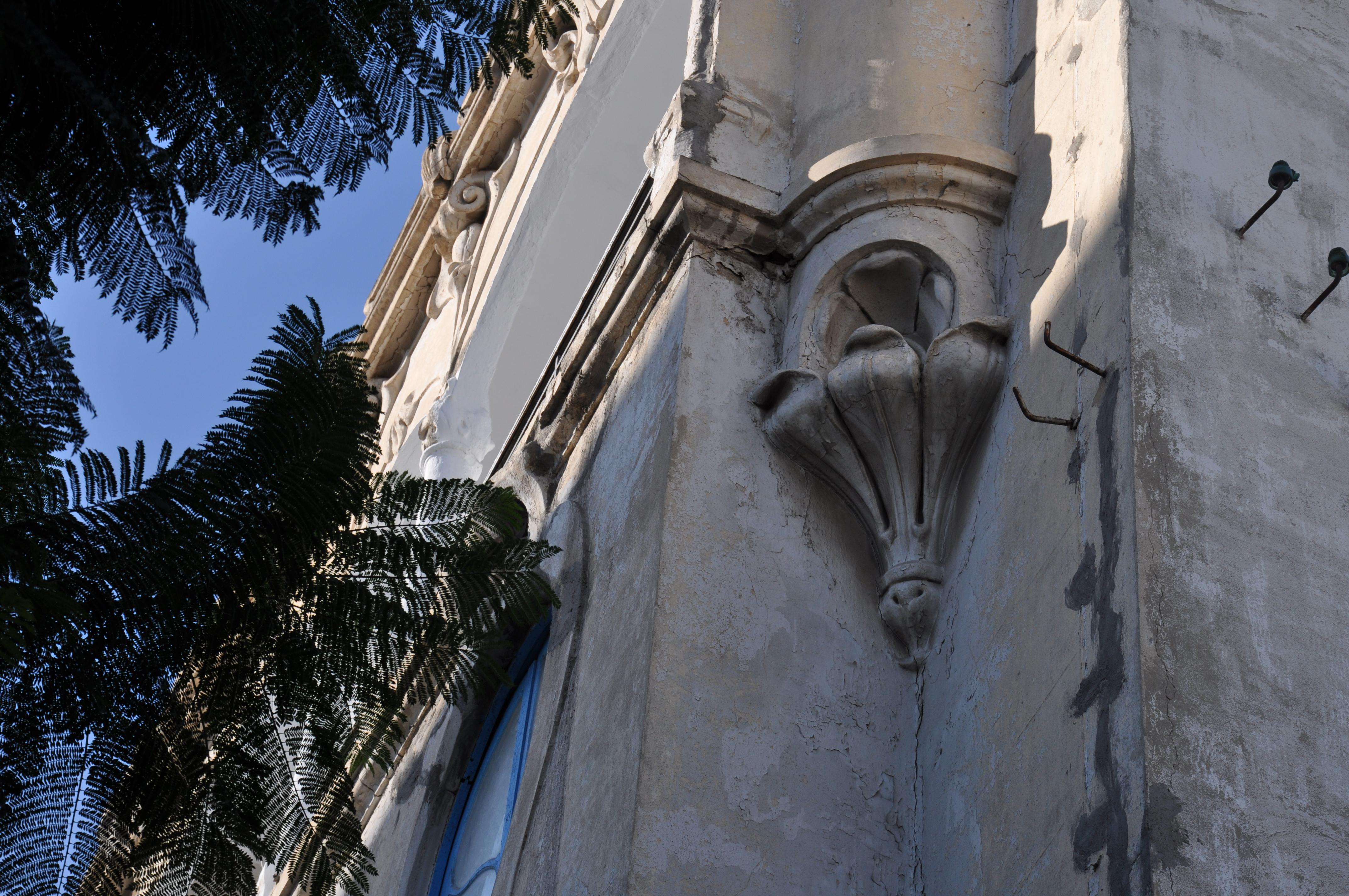
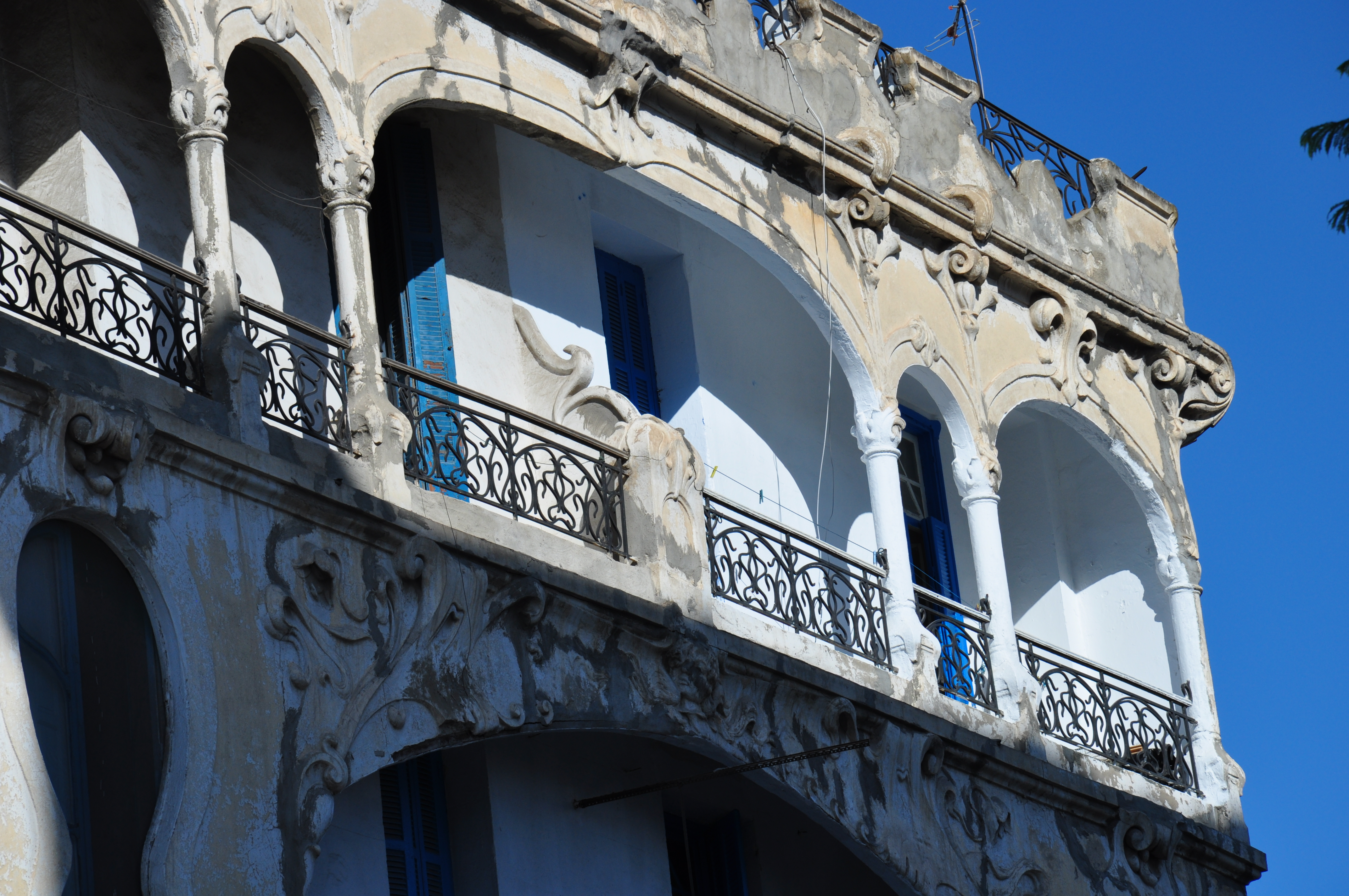
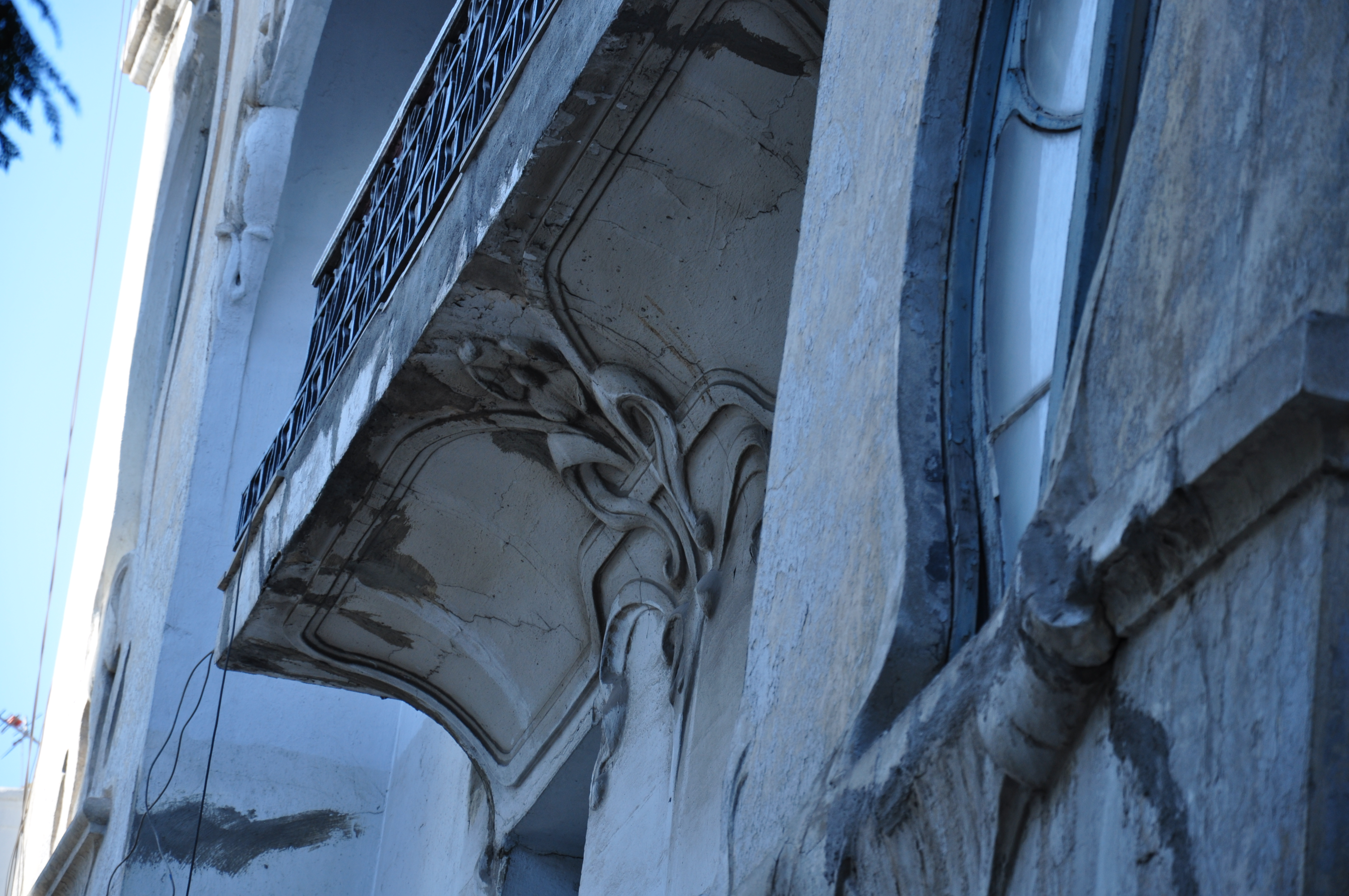
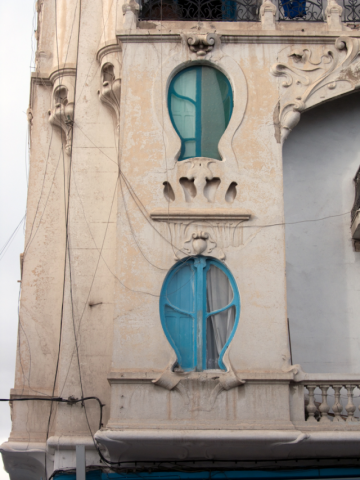

### Maison Pavia
Construite en 1907, cette maison située au numéro 8 de la rue Sayed Darwich est l'une des vestiges des premières constructions dans son quartier. Elle présente une riche iconographie sculpturale dont le thème des amours de Léda et le cygne qui orne le portail d'entrée.
La façade est dénaturée à cause des ajouts ultérieurs, notamment un encadrement orientalisant sur l'une des baies.

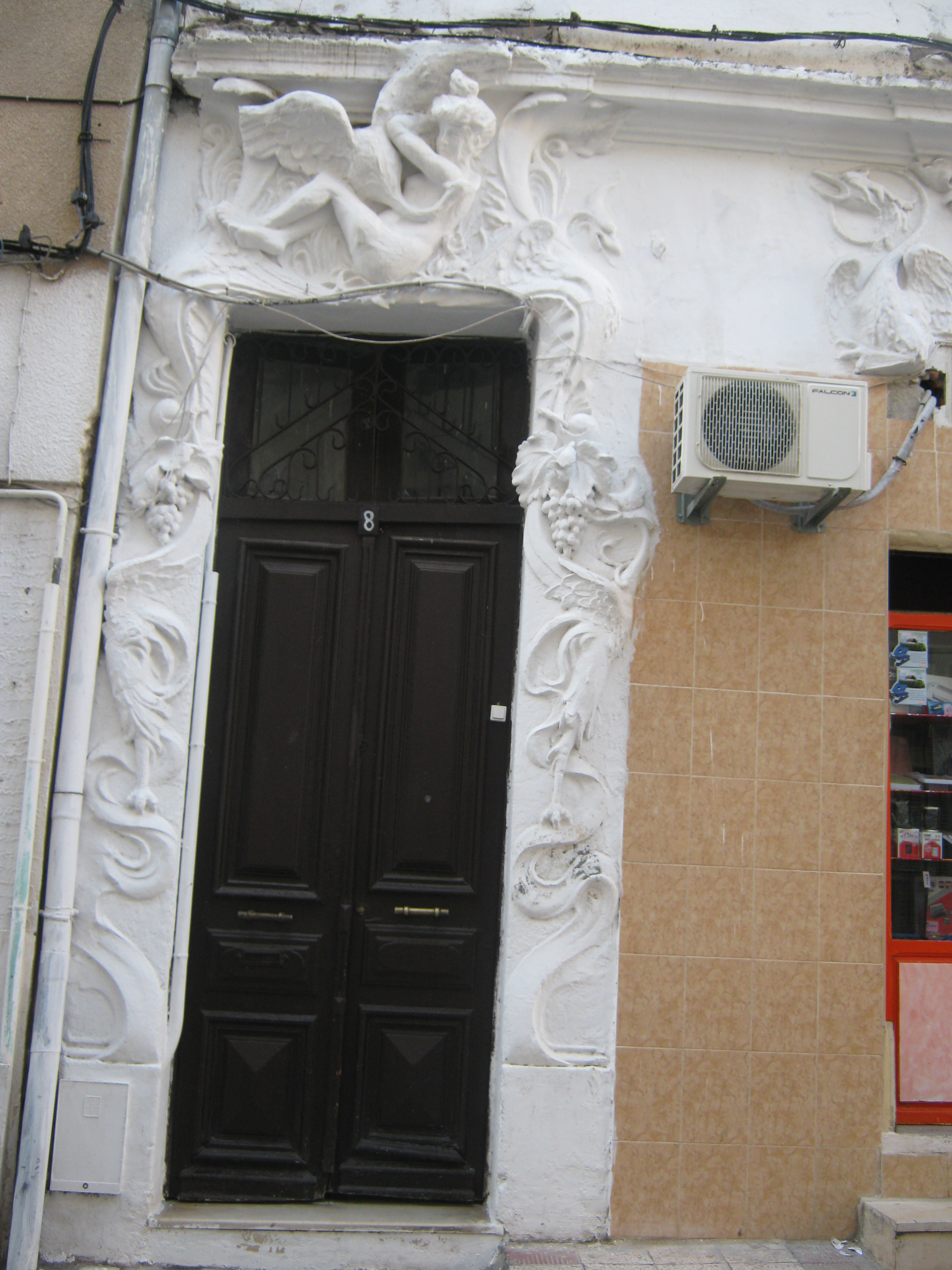
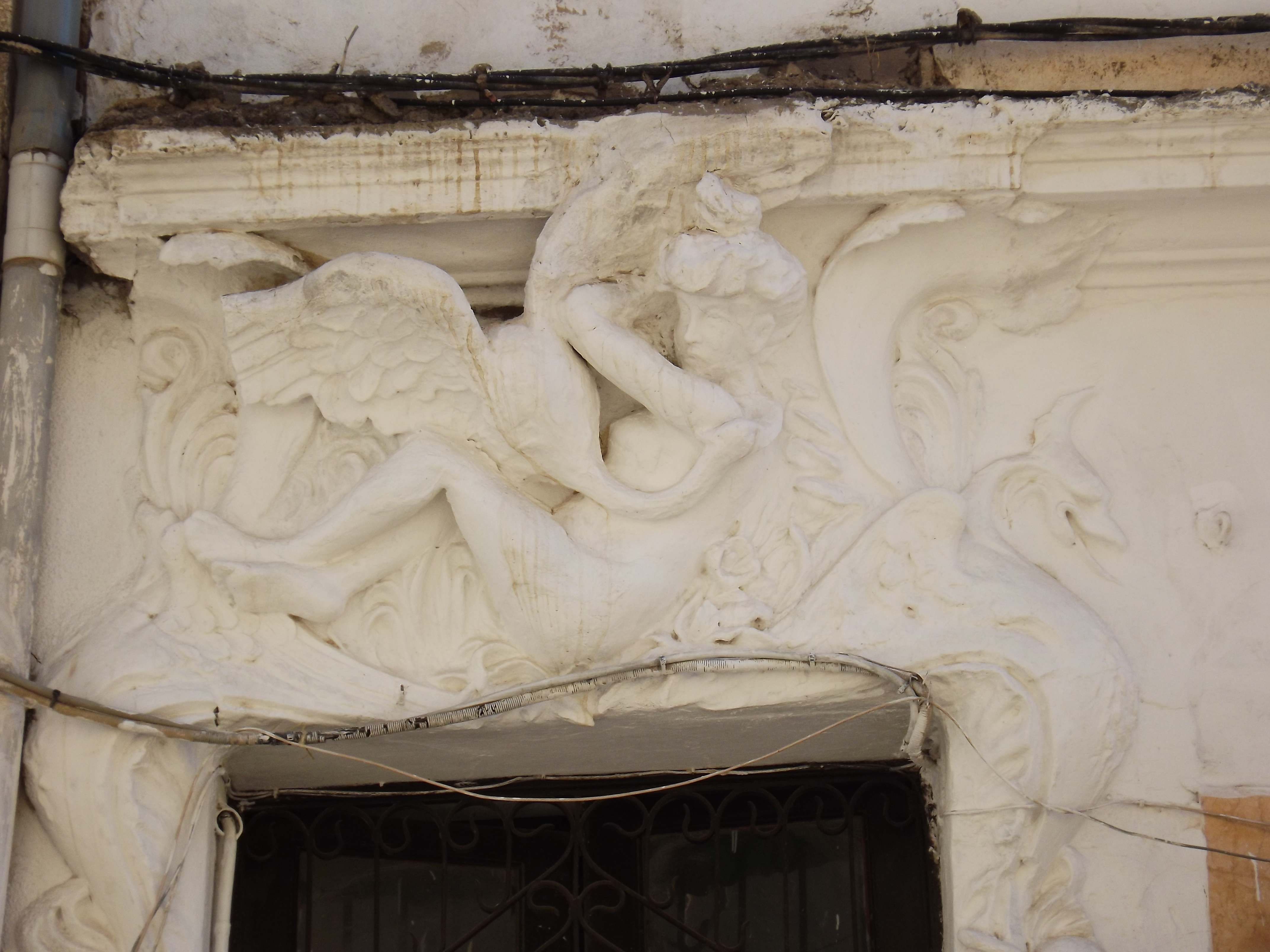
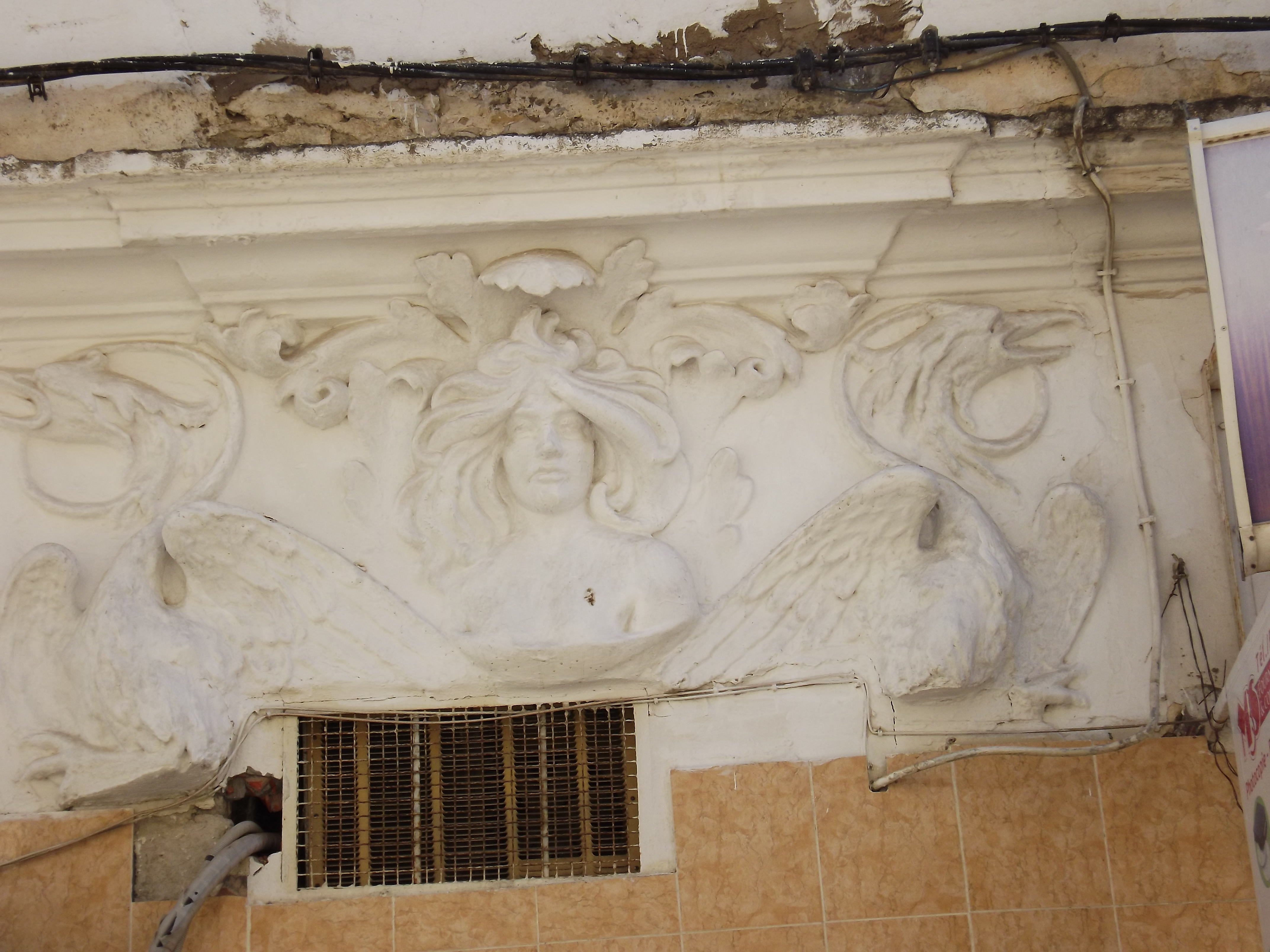
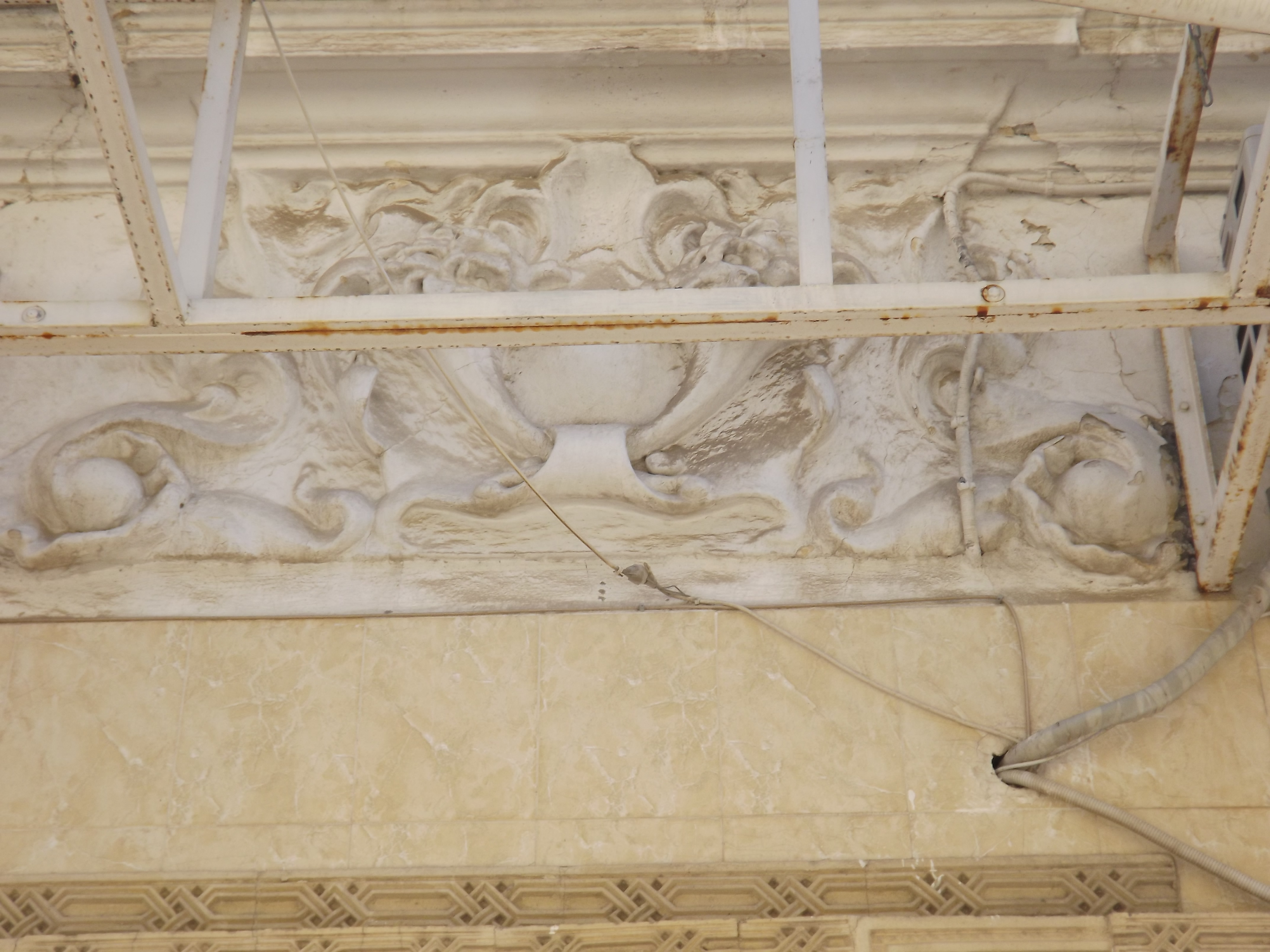
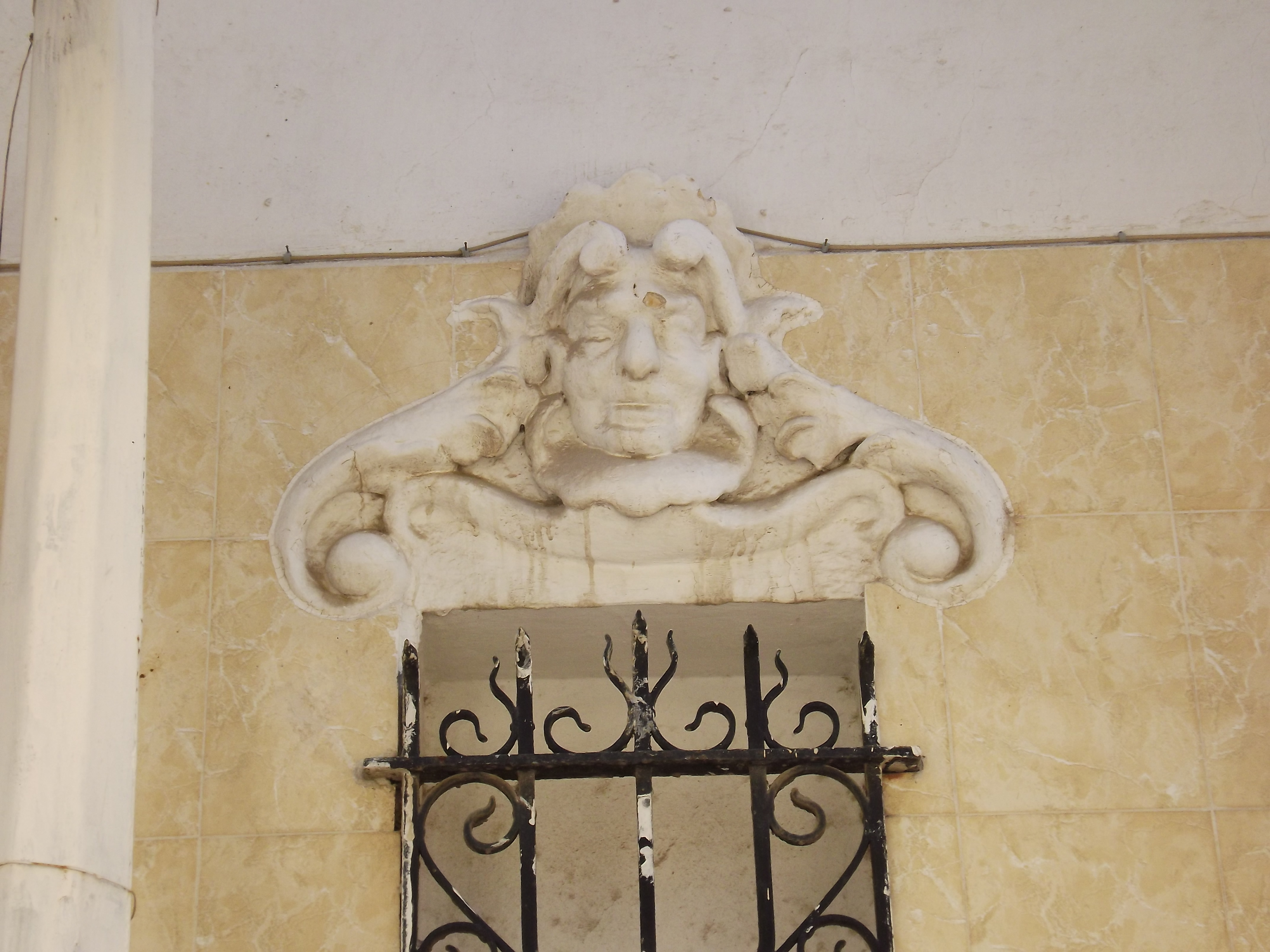

### Immeuble (7, rue Borj Bourguiba)
Ce petit immeuble d'habitation est caractérisé par une façade riche en éléments décoratifs typiques de l'Art nouveau. Une élégante véranda à double hauteur occupe la partie centrale et de fines colonnes lient les deux balcons jusqu'au couronnement supérieur où est écrite la date de construction, soit 1907. Parmi les éléments décoratifs figurent des putti, des figures féminines, des figures d'animaux, des rubans, des coquilles et des éléments végétaux. L'iconographie du bas-relief figurant entre les consoles supportant le bow-window correspond au thème mythologique des amours de Cupidon et Psyché.
Les proportions de l'immeuble ont été altérés par la surélévation d'un étage.

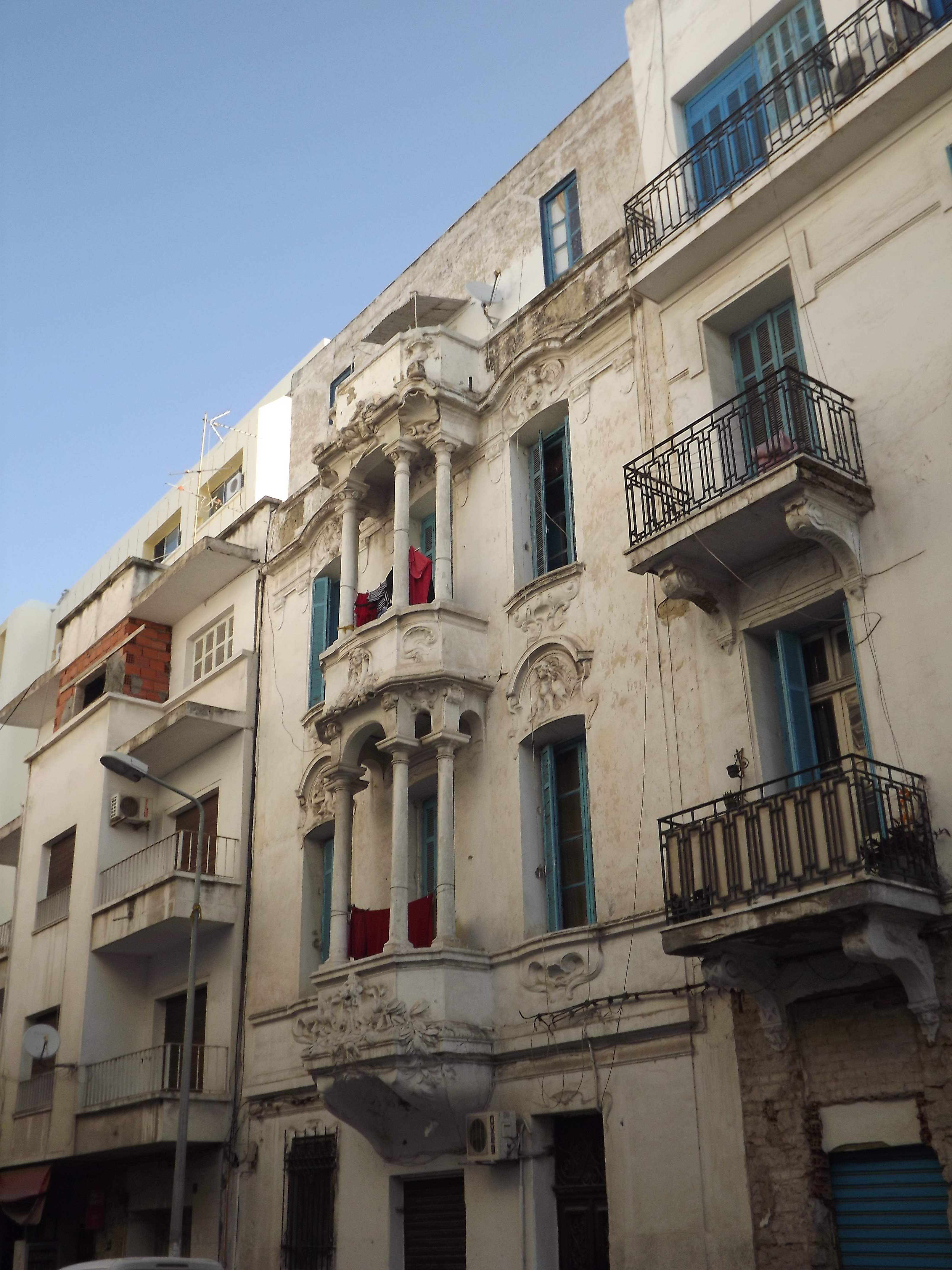
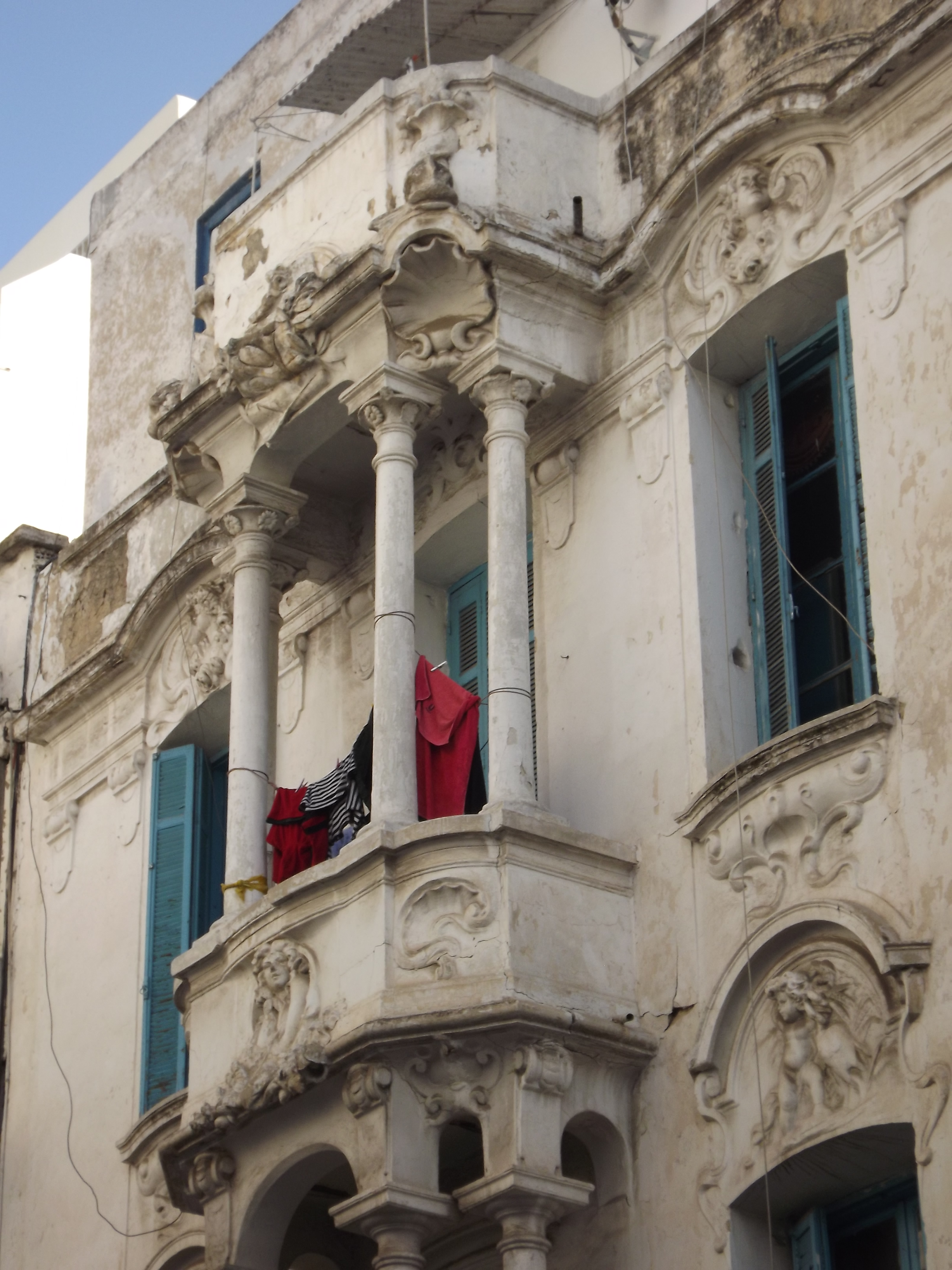
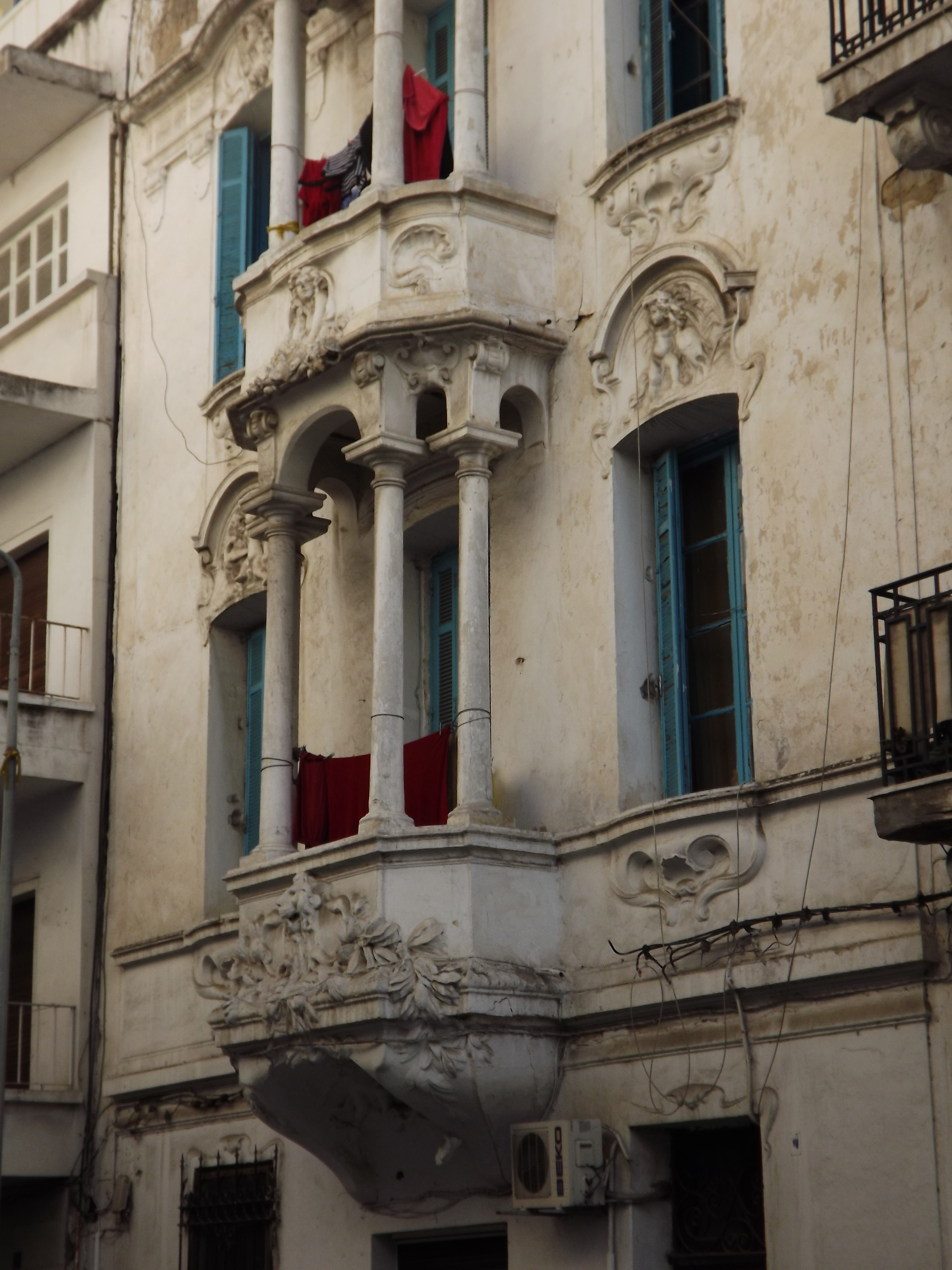
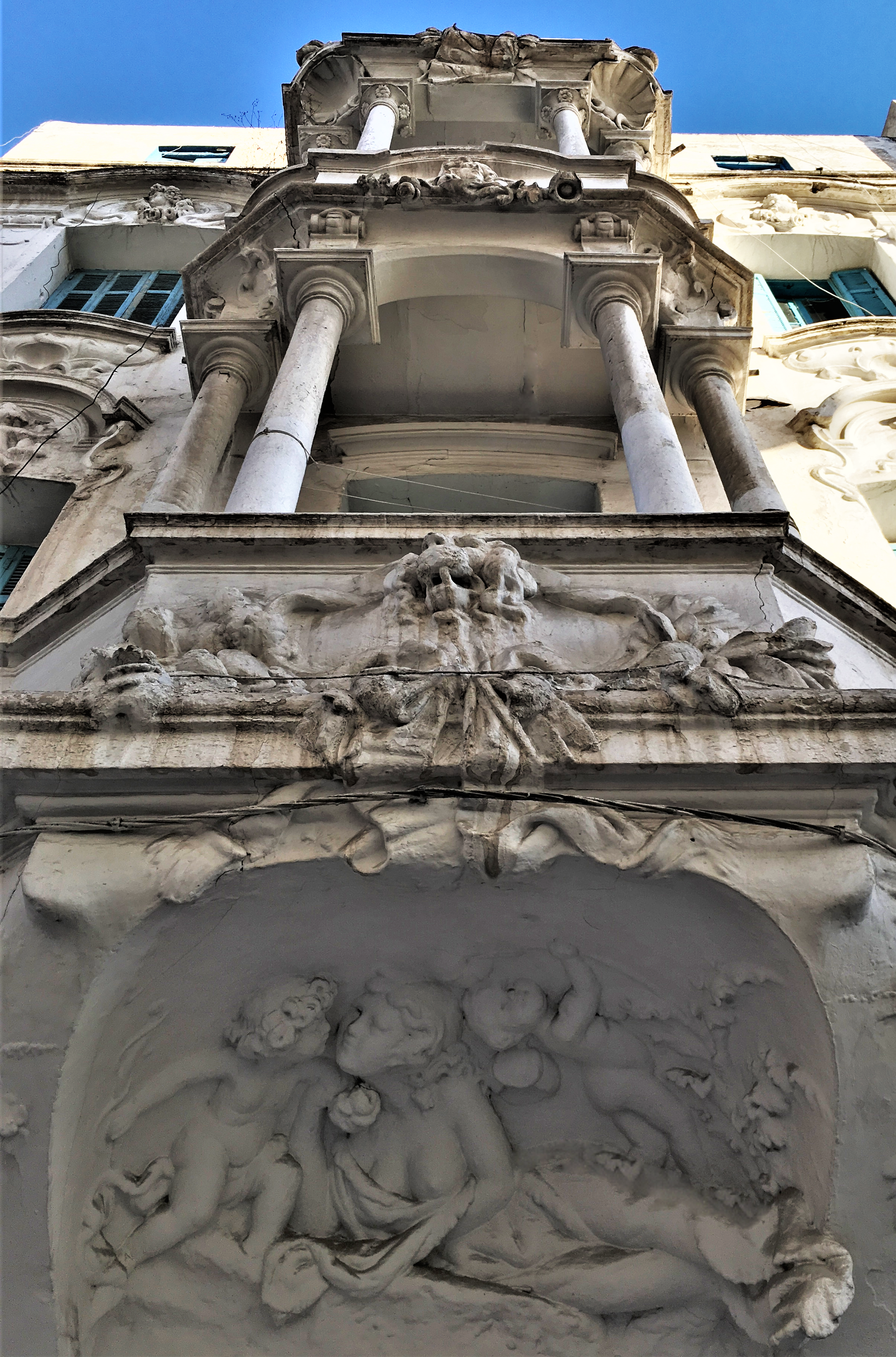

### Immeuble (36-38 avenue de Londres)
L'immeuble, qui date des années 1907-1908, est composé de deux propriétés unies par un couronnement orné d'une tête de méduse.

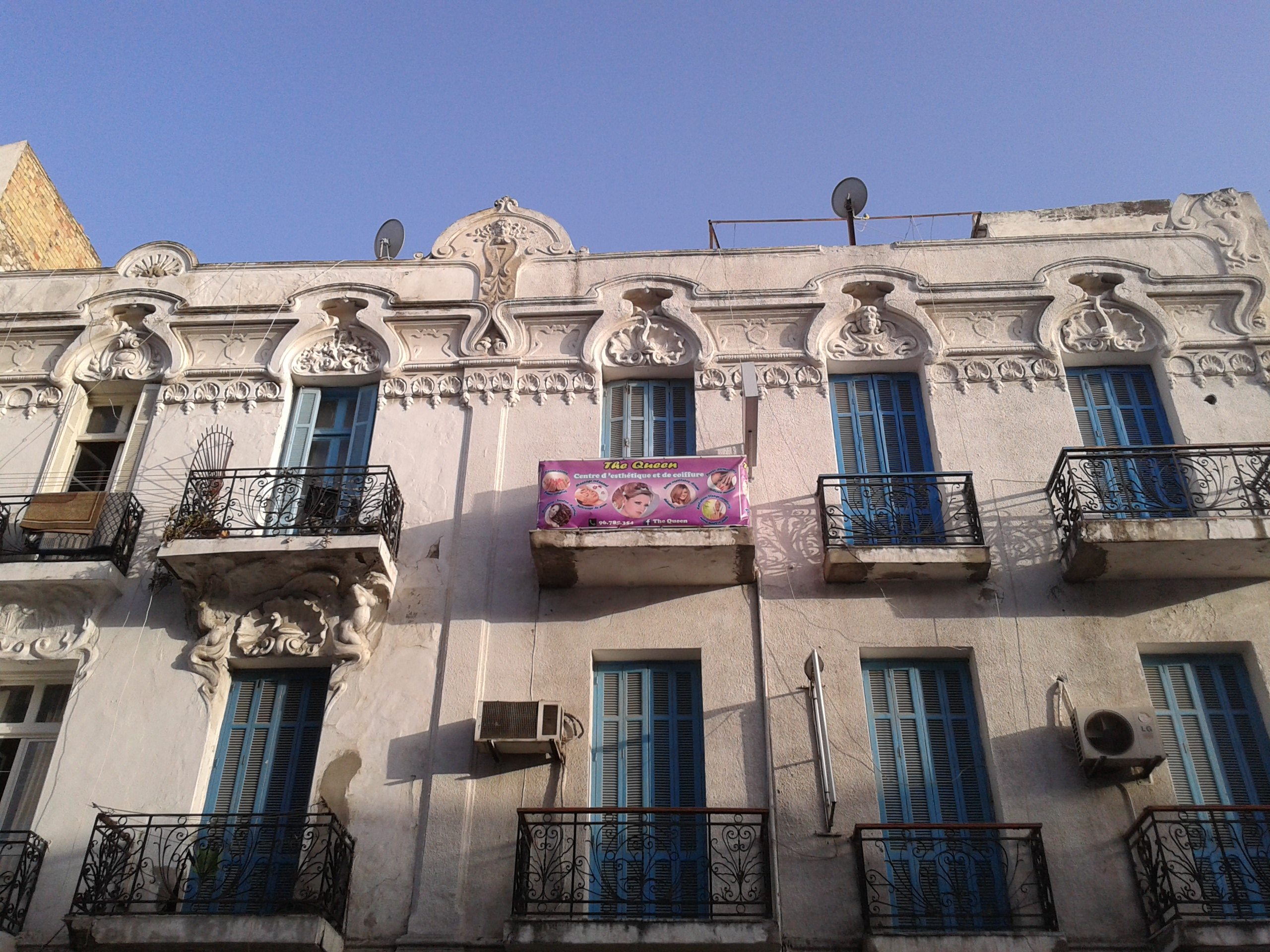

### Maison (15 bis, rue Pierre-Curie)
Cette maison présente une facture probablement italienne et ressemble à d'autres maisons construites à La Goulette. Le couronnement et les ouvertures sont ornés par des rubans et des fleurs d'inspiration Art nouveau.

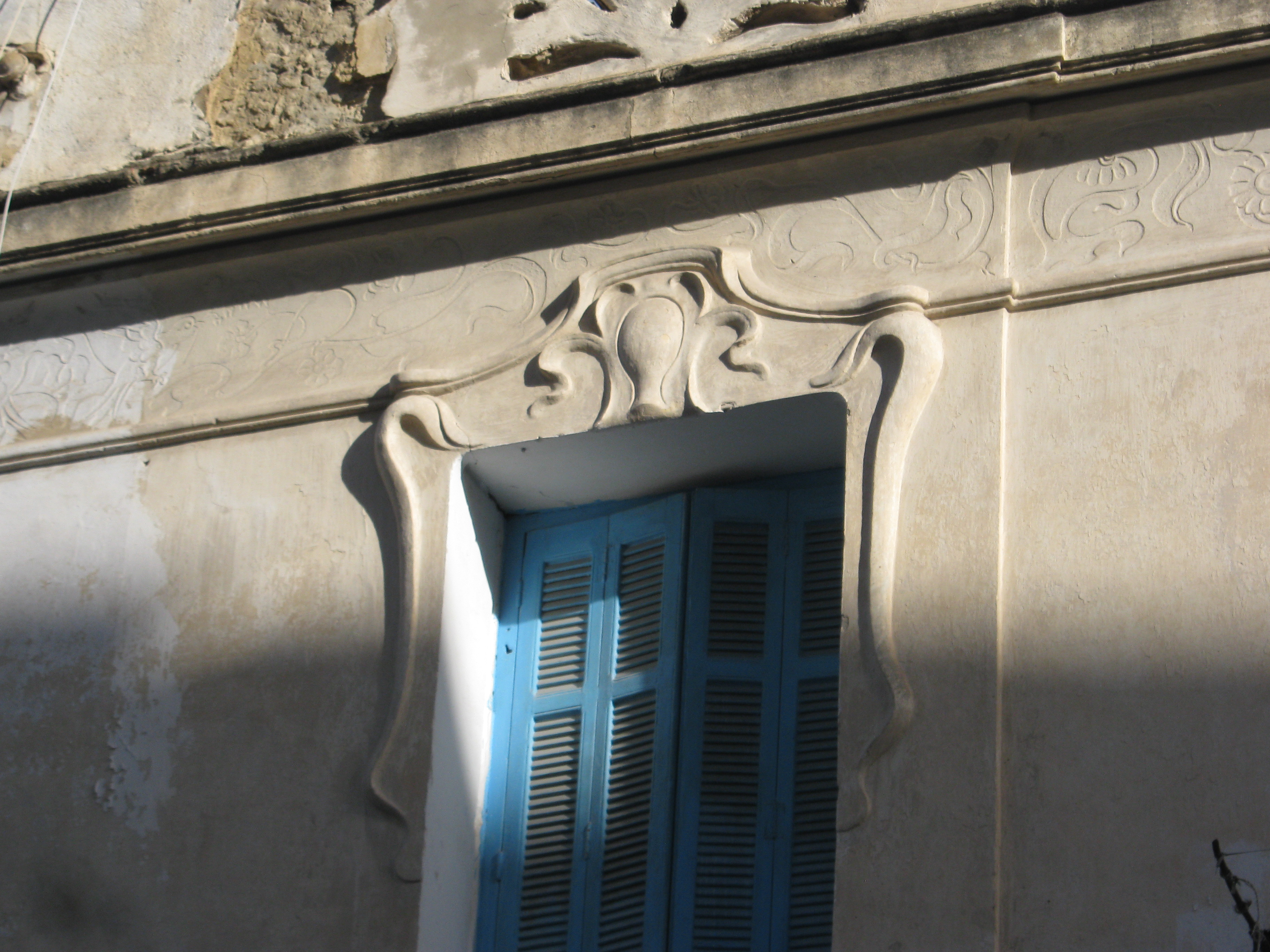
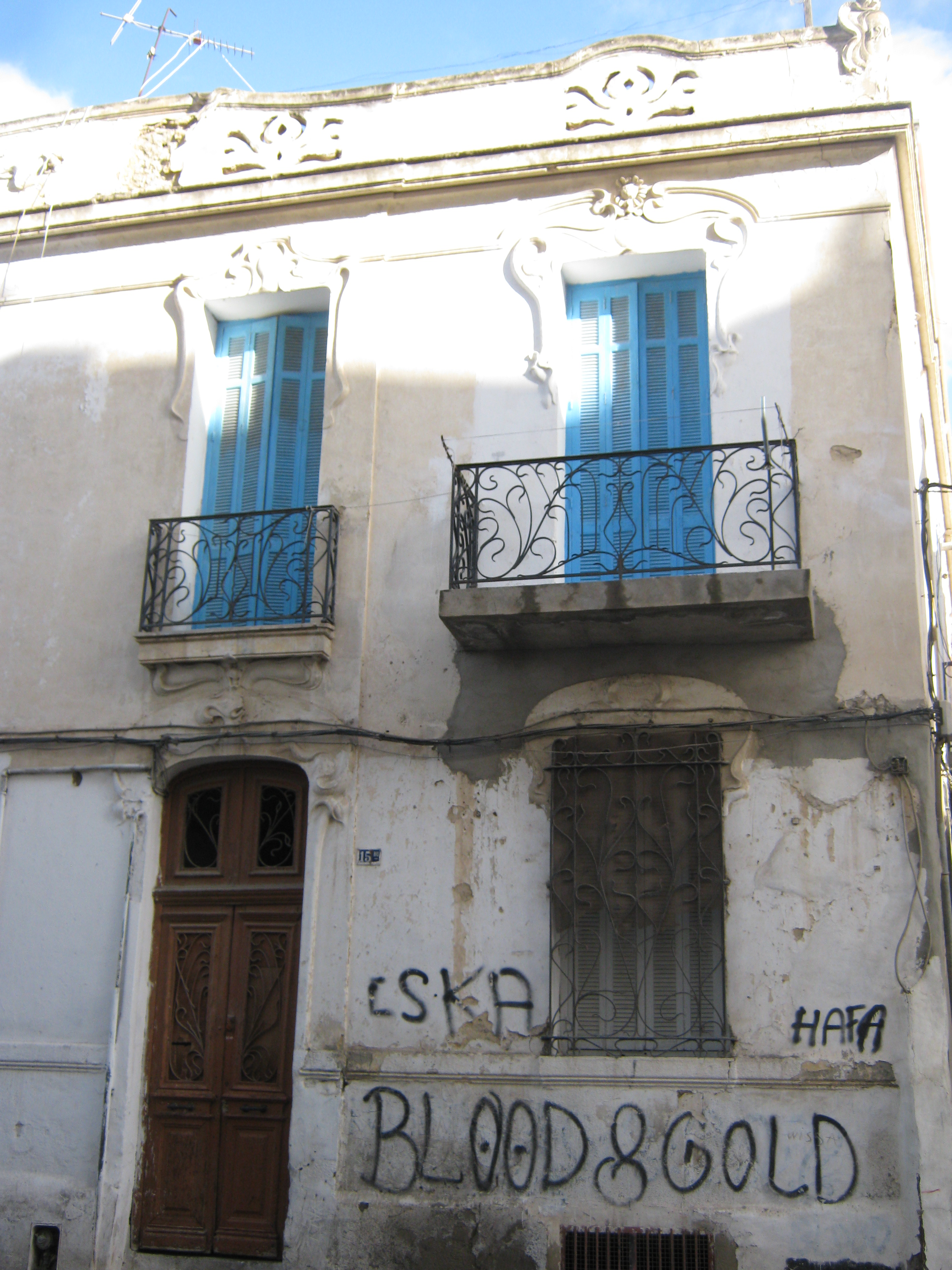

### Immeubles Abita (40 et 42, rue Oum-Kalthoum)
Ces deux immeubles ont été construits par l'entrepreneur italien Giuseppe Abita, qui fut également leur propriétaire. Ils sont situés dans le prolongement de l'ancienne municipalité située sur l'avenue de Carthage. L'ornementation s'inspire du style rococo, et les motifs utilisés s'inspirent aussi bien du répertoire animalier que végétal.
La façade des deux immeubles est classée monument historique depuis le 1er septembre 2000.

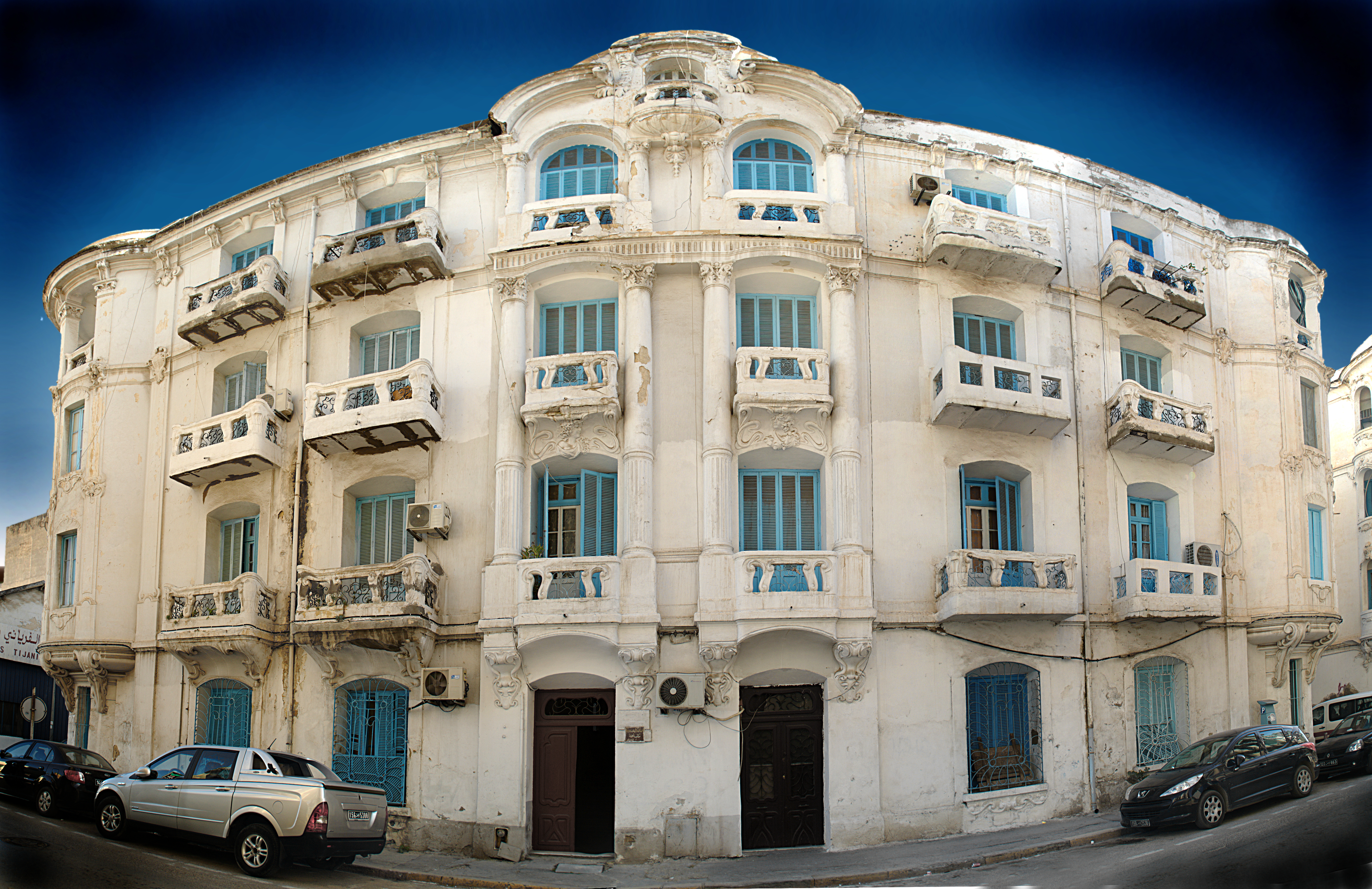
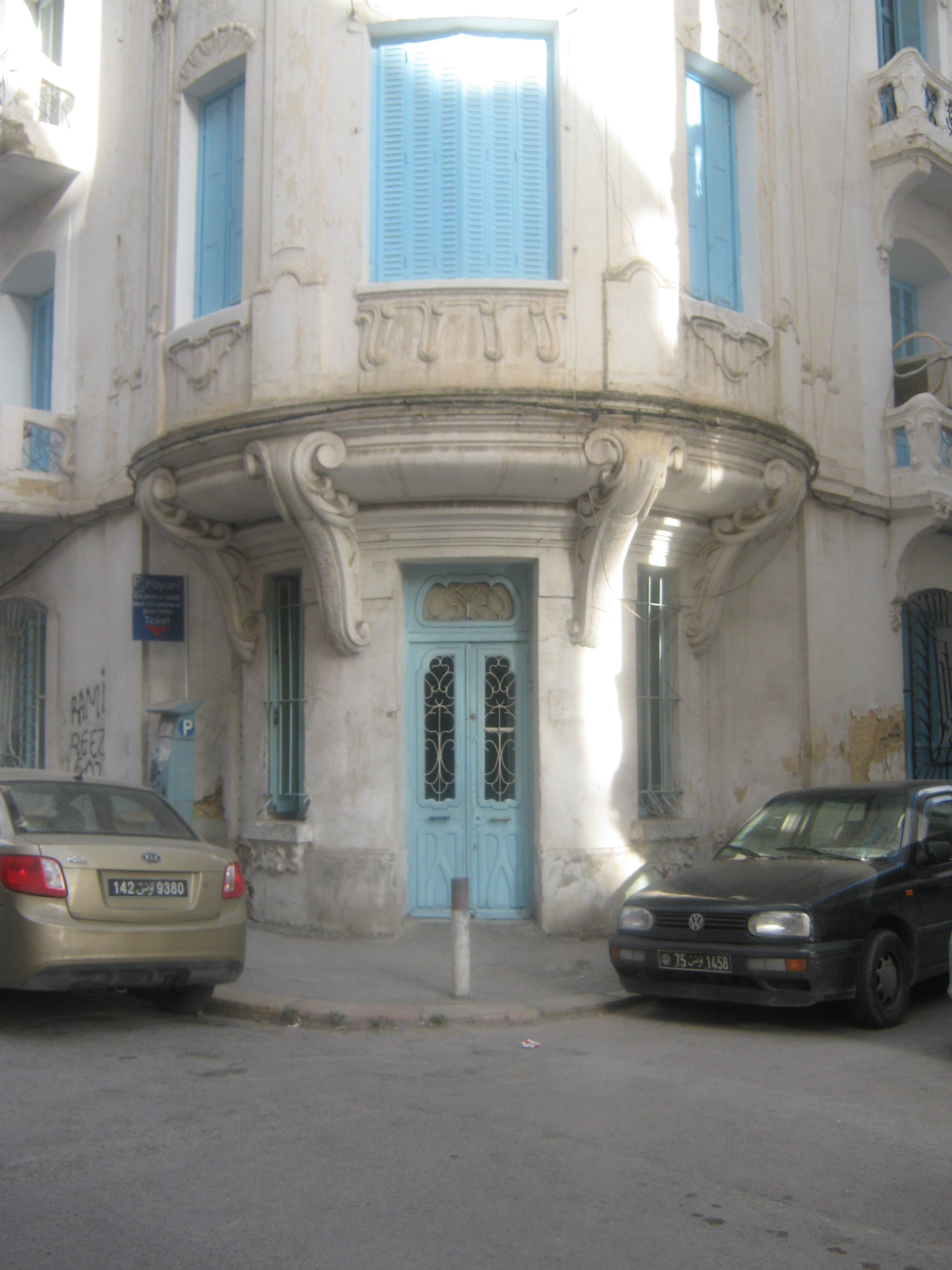
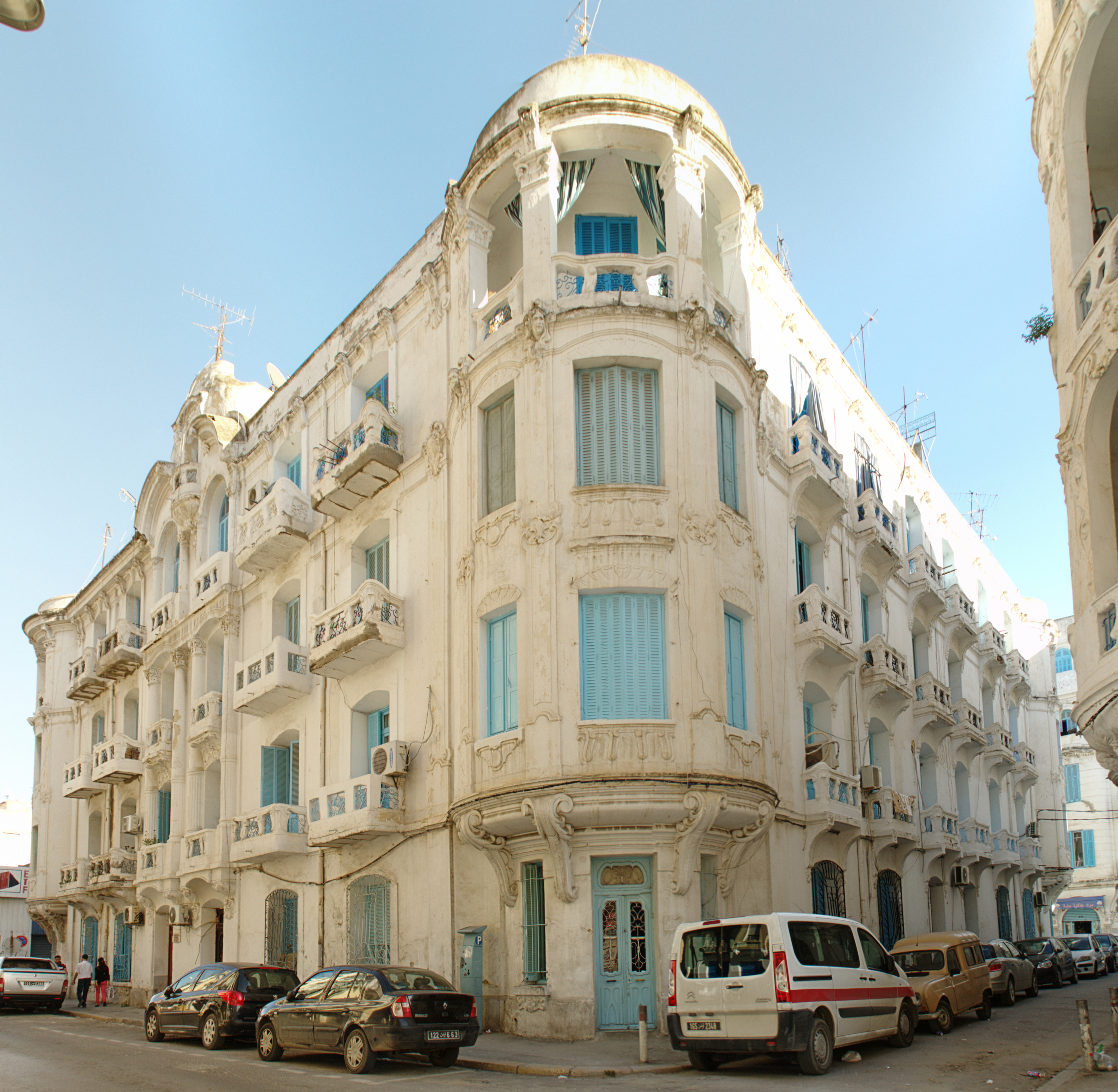
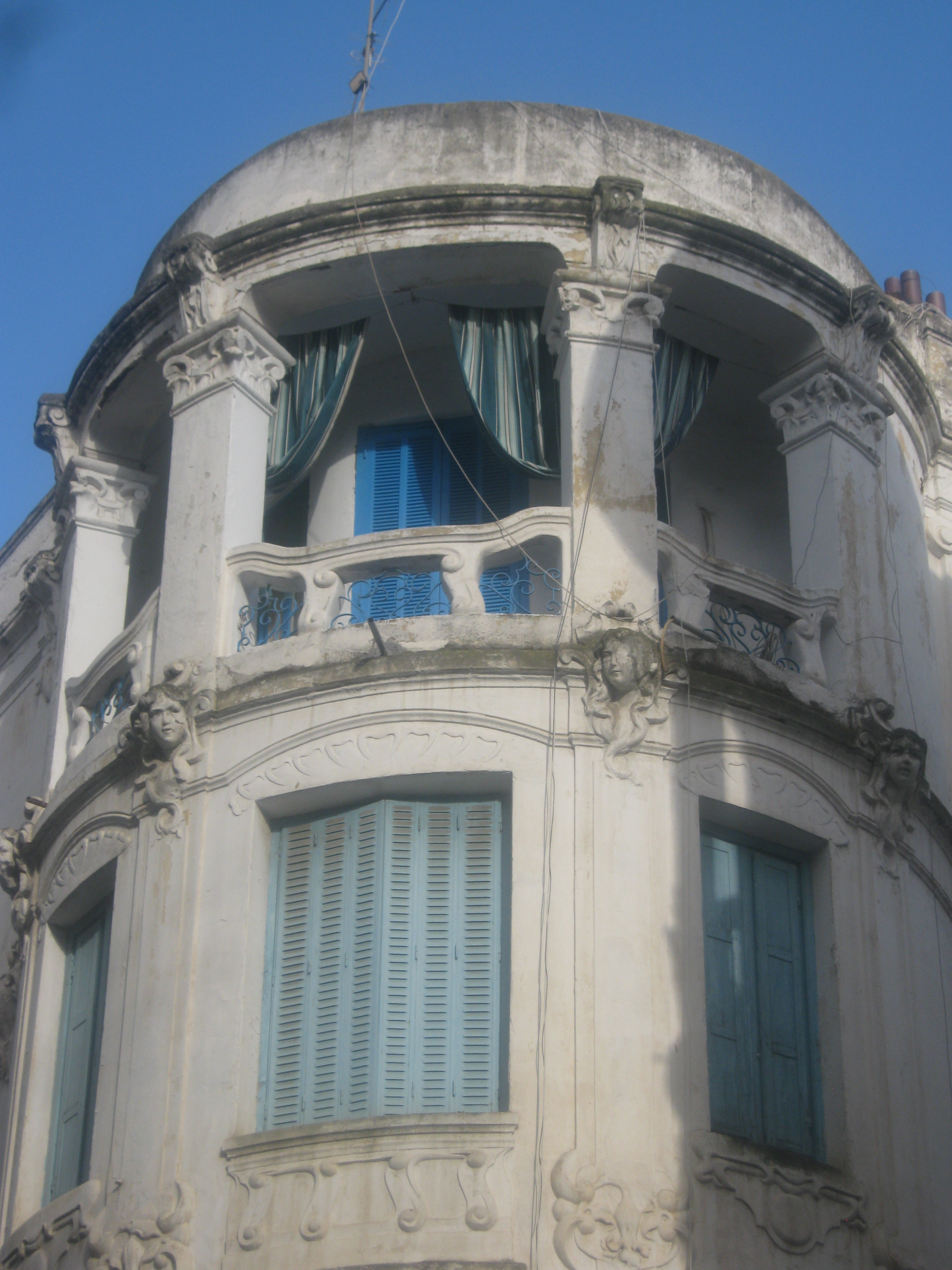
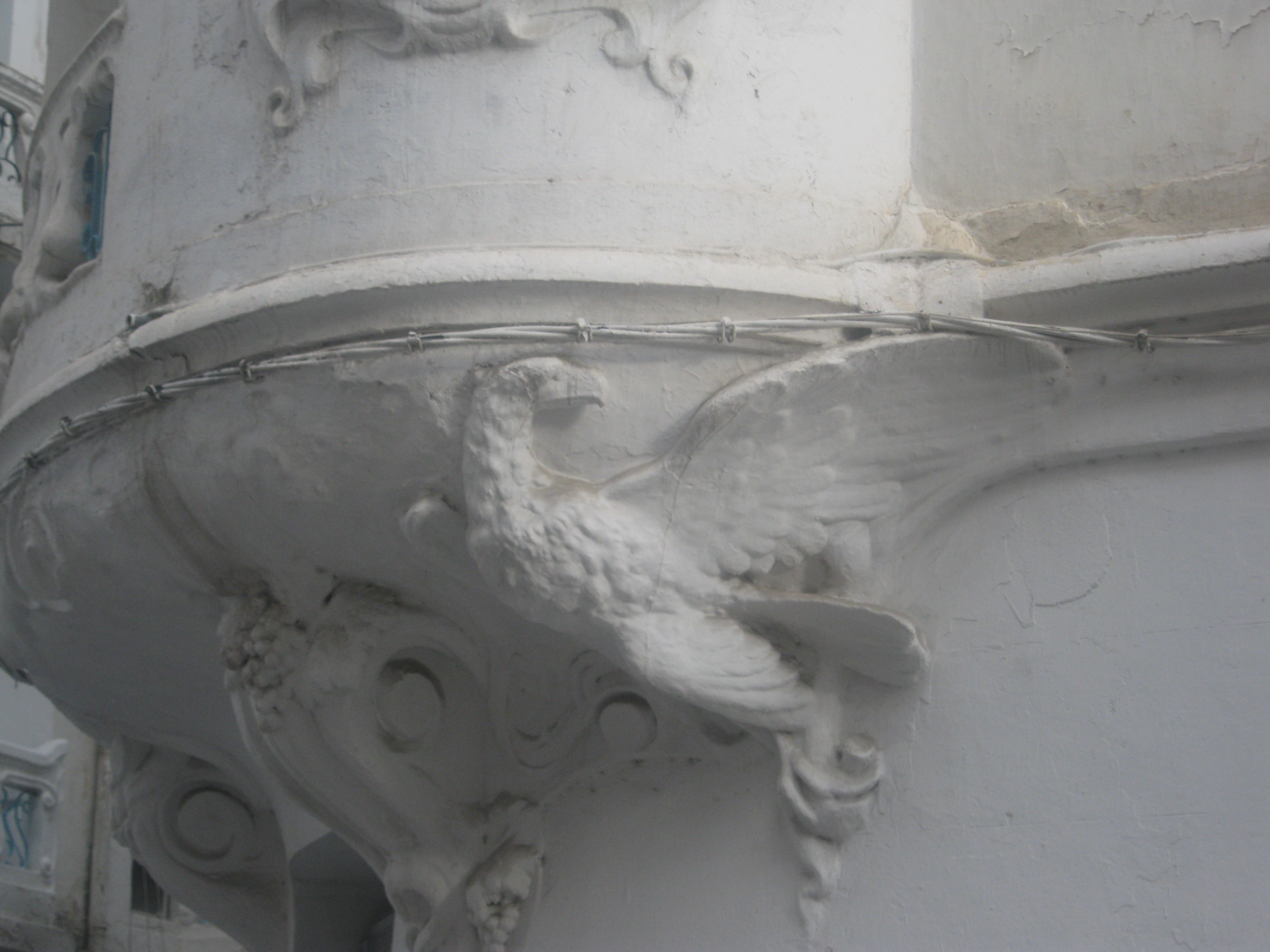
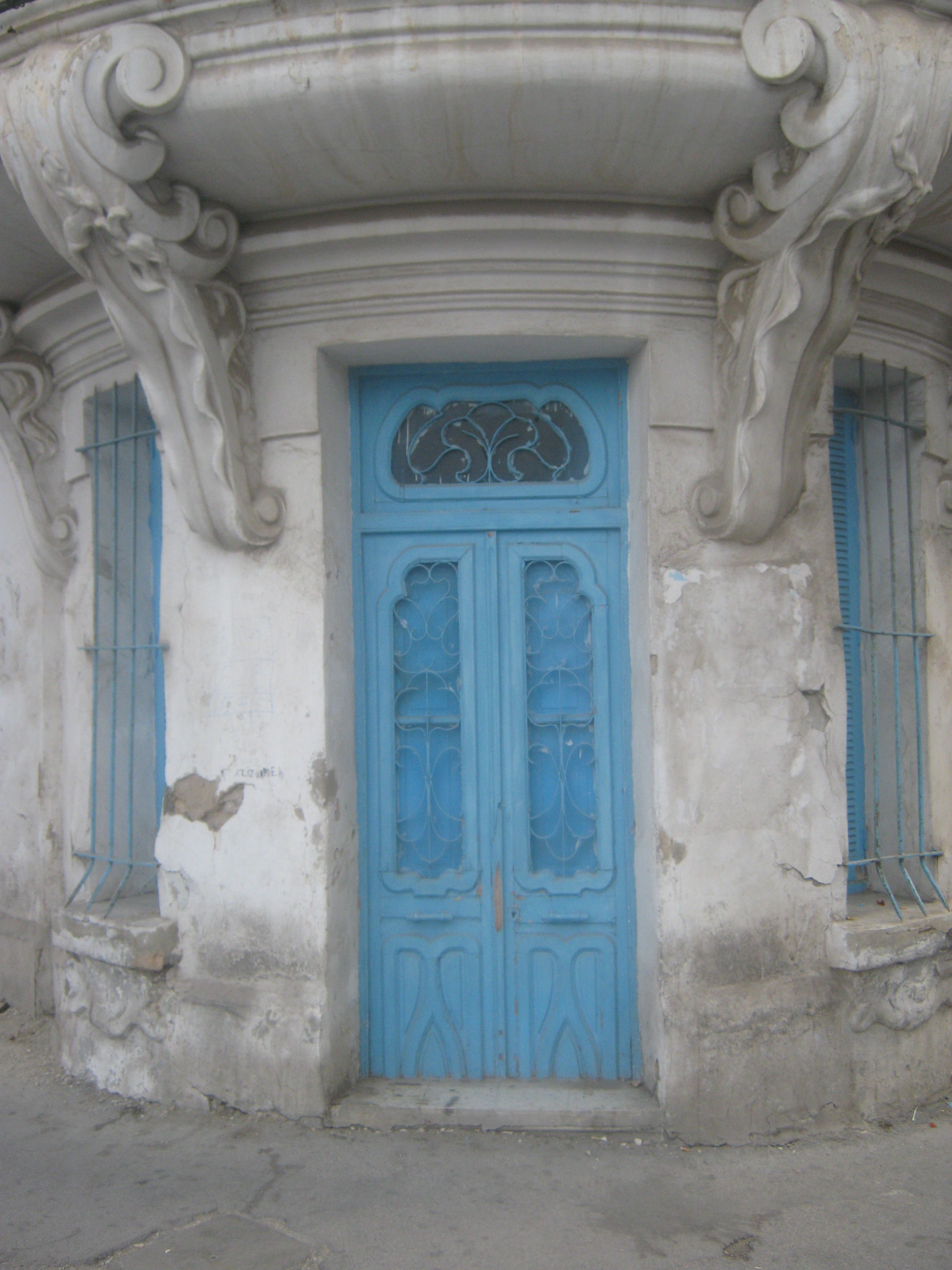

## Cinéma
Taïeb Jallouli réalise en 1999 un docu-fiction de quinze minutes sur l'architecture de style Art nouveau à Tunis sous le titre Tunis... fille du siècle.